# Dáng hình thanh âm (phim)
Dáng hình thanh âm (Nhật: 聲の形 Hepburn: Koe no Katachi, nhan đề phụ bằng tiếng Anh là The shape of voice) là một bộ phim điện ảnh hoạt hình Nhật Bản đề tài chính kịch học đường ra mắt năm 2016, do xưởng phim Kyōto Animation sản xuất, Yamada Naoko đạo diễn và Yoshida Reiko chắp bút phần kịch bản. Người phụ trách khâu thiết kế nhân vật nổi bật trong phim là Nishiya Futoshi trong khi phần âm nhạc được đảm nhiệm bởi nhà soạn nhạc Ushio Kensuke. Nội dung chính của phim xoay quanh hai nhân vật chính là Ishida Shōya và cô bạn khiếm thính bẩm sinh Nishimiya Shōko – mối quan hệ của họ đã vẽ nên mối liên kết giữa con người với con người và cả những thất vọng trong giao tiếp. Tác phẩm dựa trên manga cùng tên do nữ tác giả manga Ōima Yoshitoki viết kịch bản và vẽ minh họa; manga nguyên tác đã được cấp phép bản quyền cho nhà xuất bản Trẻ dưới tựa đề tiếng Việt chính thức là Dáng hình thanh âm. Phim công chiếu lần đầu tại Nhật Bản vào ngày 17 tháng 9 năm 2016 và trên toàn cầu từ tháng 2 năm 2017 đến tháng 8 năm 2018.
Dáng hình thanh âm đã giành được một số đề cử giải thưởng, trong đó gồm đề cử "Phim hoạt hình xuất sắc nhất" tại Giải Viện Hàn lâm Nhật Bản lần thứ 40, chiến thắng tại Giải phê bình điện ảnh Nhật Bản lần thứ 26 hạng mục phim hoạt hình, đề cử tại giải thưởng Liên hoan Nghệ thuật truyền thông Nhật Bản lần thứ 20, và được Bộ Giáo dục, Văn hóa, Thể thao, Khoa học và Công nghệ Nhật Bản khuyến nghị nên xem. Bộ phim đã có nhiều buổi công chiếu dành cho người khiếm thính tại các quốc gia và vùng lãnh thổ trên thế giới.

## Cốt truyện
Ishida Shōya là một cậu bé hiếu động, chơi thân với hai người bạn là Shimada và Hirose. Câu chuyện bắt đầu khi Nishimiya Shōko – một cô bé lớp 6 bị khiếm thính bẩm sinh chuyển vào lớp Shōya. Ban đầu, mọi người rất hào hứng bắt chuyện với Shōko, nhưng càng ngày càng phai nhạt dần bởi họ đã ngán ngẩm với cách giao tiếp khác thường của cô bé. Ngay cả Ueno – cô bạn đã giúp đỡ Shōko rất nhiều khi cô bé mới vào lớp nay cũng quay lưng lại. Trong khi Shōko bị cả lớp tẩy chay, chỉ có mình Sahara là muốn bắt chuyện với cô bé, song bởi sức ép của bạn bè, Sahara đã chuyển trường. Shōya phần vì tò mò, phần vì cảm thấy Shōko đã làm thay đổi môi trường của mình nên đã khơi mào trò bắt nạt cô bé, mặc cho Shōko luôn có thành ý kết bạn với cậu. Trong vòng 5 tháng, Shōko đã bị Shōya bày ra đủ trò và mất tới tám cái máy trợ thính đắt tiền. Mẹ của Shōko đã liên lạc với nhà trường do lo ngại con gái mình bị bắt nạt. Shōya bị bạn bè quay lưng và trở thành đối tượng bị bắt nạt thay cho Shōko, sau đó Shōko chuyển trường tới nơi khác.
Shōya sau khi bị bắt nạt đã hiểu được cảm giác của Shōko lúc đó, cậu ân hận vì những gì mình đã làm trong quá khứ và quyết định sẽ gặp lại Shōko một lần nữa để xin lỗi cô bé. Lên cấp 3, Shōya vẫn bị bạn bè tẩy chay nên không thể kết bạn với mọi người, thậm chí không dám nhìn thẳng vào mắt người khác. Nhưng cậu đã tham gia câu lạc bộ Ngôn ngữ ám hiệu, hy vọng có thể nói chuyện với Shōko khi gặp lại. Thật bất ngờ, Shōya và Shōko học chung một trường mà không biết. Shōya gặp Shōko trên hành lang, cậu gọi với theo và xin được kết bạn với cô bé. Yuzuru – em gái của Shōko ban đầu kịch liệt phản đối Shōya qua lại với chị gái mình do những việc trong quá khứ, nhưng khi thấy được thành ý của Shōya, Yuzuru cũng kết thân với cậu. Trong một lần giúp đỡ người khác, Shōya đã kết bạn được với Nagatsuka. Sau đó, Shōya và Shōko còn cùng nhau đi tìm Sahara, Shōya gặp Ueno trên đường về nhà. Cậu cũng kết bạn lại với Kawai và một cậu bạn mới là Mashiba.
Shōko thay đổi kiểu tóc, mua quà lưu niệm tặng Shōya và nói thích cậu (suki), nhưng Shōya không hiểu và nghe nhầm thành "mặt trăng" (tsuki), cậu luôn thắc mắc không hiểu Shōko nói "mặt trăng" là có ý gì.
Shōya rủ mọi người đi chơi ở công viên, trong khoảnh khắc ấy, cậu có cảm giác mình đã có được tình bạn. Ueno rủ Shōya đi mua takoyaki, cố tình để cậu gặp lại Shimada – người bạn thân của Shōya hồi tiểu học với hy vọng hai người sẽ thân thiết như xưa, nhưng lại khiến Shōya cảm thấy khó xử. Cho rằng tất cả lỗi lầm là tại Shōko đã khiến tình bạn rạn nứt, Ueno giả vờ muốn chơi đu quay và rủ Shōko đi cùng. Trên cabin, Ueno đã nặng lời sỉ vả và tát Shōko một cái trước khi bước ra ngoài. Ở trường học, Mashiba đột nhiên hỏi Shōya về quá khứ của Shōko, và nói rằng nếu là cậu ta thì sẽ không bao giờ tha thứ cho hành động bắt nạt ấy. Shōya hỏi Kawai có phải do cô nói chuyện hồi tiểu học cho mọi người biết không, Kawai mất bình tĩnh vì cho rằng Shōya đổ lỗi cho mình nên đã nói to tiếng khiến mọi người trong lớp nghe thấy mọi chuyện, kể cả Mashiba và Nagatsuka, Shōya bỏ ra ngoài. Sau giờ học, mọi người tụ tập ở trên cầu và liên tục đổ lỗi cho nhau khiến Shōya khó chịu, cậu lần lượt nói thẳng lỗi của từng người khiến mọi người bỏ về hết, chỉ còn cậu, Shōko và Yuzuru. Sáng hôm sau, Shōya ra sông cho cá ăn nhưng không thấy Shōko ở đó như mọi ngày, thay vào đó cậu gặp Yuzuru đang khóc và biết được bà của Shōko và Yuzuru vừa qua đời.
Kỳ nghỉ hè bắt đầu, Shōya rủ Shōko đi chơi ở nhiều nơi để vơi đi nỗi buồn, nhưng cậu vẫn nhìn thấy nét buồn đâu đó ở cô bé. Một ngày nọ, Shōya được Shōko mời tới nhà cùng làm bánh tặng mẹ Shōko nhân dịp sinh nhật. Nhờ Yuzuru thuyết phục, mẹ của Shōko đã bỏ qua mọi chuyện trong quá khứ của Shōya và mời cậu cùng đi ngắm pháo hoa ở lễ hội mùa hè. Shōko bỏ về giữa chừng trong khi pháo hoa chưa kết thúc, Shōya cũng về nhà Shōko sau đó vì Yuzuru nhờ cậu lấy giúp máy ảnh, và cậu thấy Shōko đang leo qua lan can ban công, định nhảy xuống tự sát. Vì cứu Shōko, Shōya đã bị ngã xuống và hôn mê. Trong suốt thời gian Shōya hôn mê, Ueno là người đã túc trực trong bệnh viện để chăm sóc cậu. Bạn bè khi biết Shōko không sao đã rất vui mừng và họ làm lành trở lại.
Trong khi đang ngủ, cả Shōko và Shōya đều có linh cảm xấu nên đã chạy ra cây cầu bên sông và gặp nhau ở đó, họ nói lời xin lỗi nhau, Shōya hứa cũng sẽ xin lỗi bạn bè sau đó bày tỏ tình cảm với Shōko...
Shōya được xuất viện về nhà, cậu gặp Ueno để cảm ơn vì đã chăm sóc cậu trong bệnh viện, Ueno nói với Shōya rằng khi cậu bị rơi xuống, chính Shimada và Hirose – hai người bạn thân thời thơ ấu đã đưa cậu vào bệnh viện. Khi về nhà, Shōya thấy mẹ mình đang làm tóc cho mẹ của Shōko, còn Yuzuru thì nhờ cậu chỉ giúp bài tập vì không muốn phụ lòng chị gái.
Kết thúc phim, Shōya đến tham dự lễ hội văn hoá do trường tổ chức. Shōya vẫn không dám ngẩng cao đầu lên nhìn thẳng vào mắt mọi người, nhưng nhờ sự động viên của bạn bè, lần đầu tiên cậu ngẩng cao đầu, lắng nghe âm thanh của mọi người và cảm nhận được niềm vui ở trường học.

## Nhân vật
| Nhân vật                                         | Lồng tiếng                      | Lồng tiếng                                              |
| Nhân vật                                         | Tiếng Nhật                      | Tiếng Anh                                               |
| ------------------------------------------------ | ------------------------------- | ------------------------------------------------------- |
| Ishida Shōya (石田将也 Ishida Shōya)             | Irino Miyu                      | Daymond Robbie                                          |
| Ishida Shōya (石田将也 Ishida Shōya)             | Matsuoka Mayu (học sinh cấp 2)  | Shanahan Ryan (học sinh cấp 2)                          |
| Nishimiya Shōko (西宮硝子 Nishimiya Shōko)       | Hayami Saori                    | Cowden Lexi                                             |
| Nishimiya Yuzuru (西宮結絃 Nishimiya Yuzuru)     | Yūki Aoi                        | Sullivan Kristen                                        |
| Nagatsuka Tomohiro (永束友宏 Nagatsuka Tomohiro) | Ono Kenshō                      | Halstead Graham                                         |
| Ueno Naoka (植野直花 Ueno Naoka)                 | Kaneko Yūki                     | Kira Buckland Grace Gia (học sinh cấp 2)                |
| Sahara Miyoko (佐原みよこ Sahara Miyoko)         | Ishikawa Yui                    | Hope Melissa Harvey Catie (học sinh cấp 2)              |

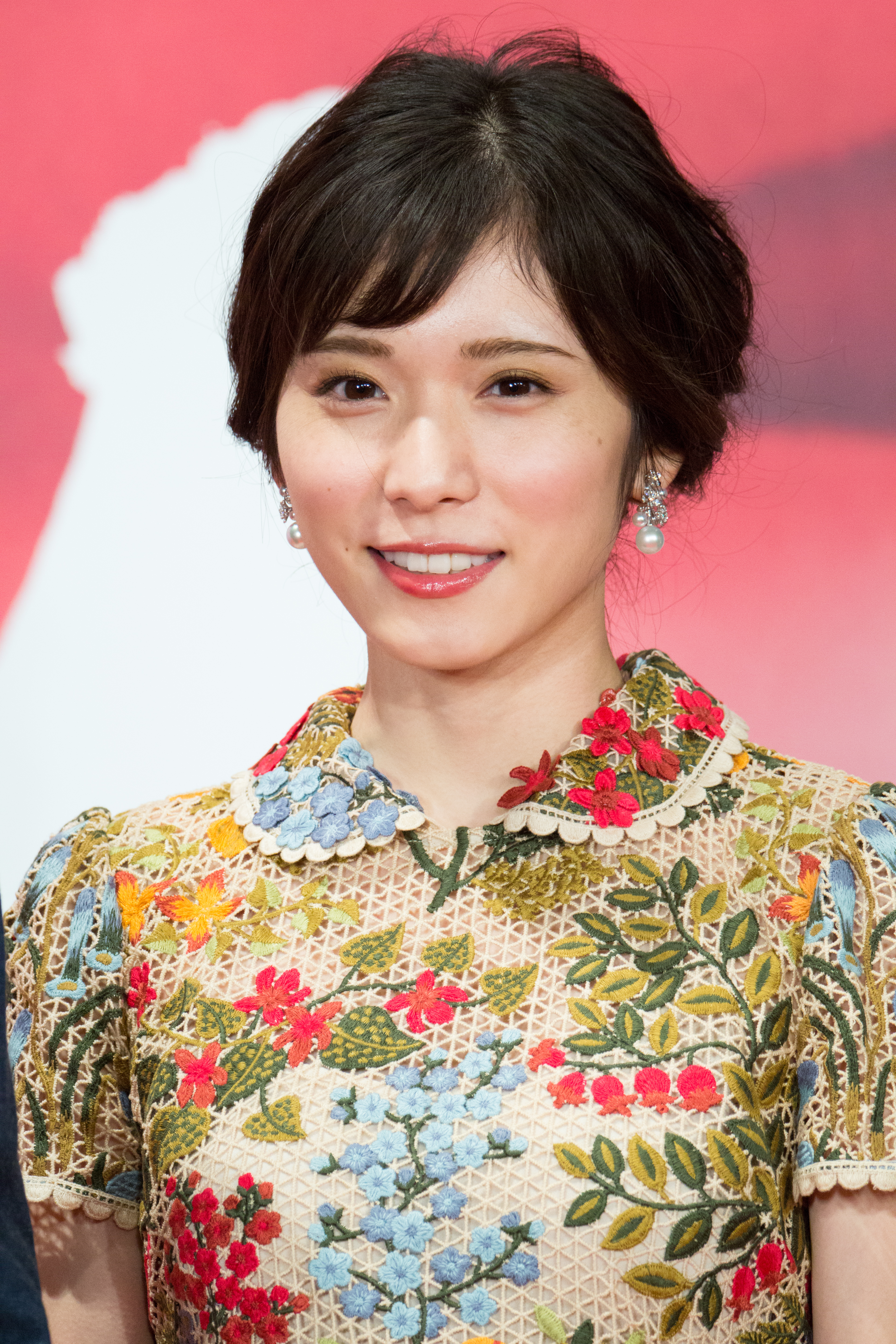
Nữ diễn viên Matsuoka Mayu lồng tiếng nhân vật chính Ishida Shōya lúc đang là học sinh cấp 2.

| Kawai Miki (川井みき Kawai Miki)                 | Han Megumi                      | Lee Connors Amber Corigliano Annabelle (học sinh cấp 2) |
| Mashiba Satoshi (真柴智 Mashiba Satoshi)         | Toyonaga Toshiyuki              | Mittelman Max                                           |
| Shimada Kazuki (島田 一旗 Shimada Kazuki)        | Nishitani Ryo                   | Sinterniklaas Michael                                   |
| Shimada Kazuki (島田 一旗 Shimada Kazuki)        | Kojima Sachiko (học sinh cấp 2) | Rosen Spencer (học sinh cấp 2)                          |
| Hirose Keisuke (広瀬 啓祐 Hirose Keisuke)        | Masumoto Takuya                 |                                                         |
| Hirose Keisuke (広瀬 啓祐 Hirose Keisuke)        | Takeda Hana (học sinh cấp 2)    | Bekerle Brian (học sinh cấp 2)                          |
| Takeuchi (竹内)                                  | Komatsu Fuminori                |                                                         |
| Ishida Miyako (石田 美也子 Ishida Miyako)        | Yukino Satsuki                  | Cravens Sara                                            |
| Nishimiya Yaeko (西宮 八重子 Nishimiya Yaeko)    | Hiramatsu Akiko                 | Shah Lipica                                             |
| Chị gái của Shōya (将也の姉 Shōya no Ane)        | Hamaguchi Ayano                 |                                                         |
| Ishida Maria (石田 マリア Ishida Maria)          | Kamata Erena                    | Deaner AnnaBelle                                        |
| Nishimiya Ito (西宮 いと Nishimiya Ito)          | Tani Ikuko                      | Goodson Barbara                                         |
| Pedro (ペドロ Pedoro)                            | Watanuki Ryunosuke              |                                                         |

## Sản xuất

### Nền tảng văn hóa
Học sinh Nhật Bản thường bị gò ép vào khuôn khổ thay vì được tự do thể hiện cá tính; những đứa trẻ có điều gì đó khác biệt với đám đông sẽ bị số còn lại cô lập, thậm chí bắt nạt và bày đủ trò trêu chọc dã man, mà nhà trường và giáo viên thường không quan tâm đến điều này, dẫn đến những trường hợp thương tâm xảy ra như tự sát hoặc bị trầm cảm nặng nề. Vấn nạn bắt nạt học đường đặc biệt tồi tệ tại Nhật Bản bởi vấn đề xã hội: bắt nguồn từ tâm lý đề cao tập thể cố hữu – nơi cá nhân được khuyến khích hy sinh cho lợi ích của tập thể; người Nhật thích đồng nhất, không thích đa dạng nên những người khác biệt thường bị cô lập và hành vi này xuất phát từ các nhóm đối nghịch với một cá nhân. Một số học sinh tìm đến cái chết sau thời gian bị quấy rối trực tiếp tại trường, thậm chí qua email và tin nhắn. Ngoài ra, nguyên nhân bắt nạt từ sức ép học tập lên học sinh mỗi ngày một gia tăng nên những đứa trẻ không còn thời gian thư giãn và chơi đùa.
Ijime là một từ tiếng Nhật chỉ việc bắt nạt tại Nhật Bản, nó được coi là một điều gì đó giúp những đứa trẻ được "tôi luyện" và làm họ kiên cường hơn. Nhưng điều này đã bỏ qua những hệ lụy của Ijime: nơi những người rời khỏi trường học và không bao giờ trở lại – họ biến thành hikikomori; những con người tự cô lập khỏi xã hội thì sống cô độc nơi học đường, thay đổi nhận thức tiêu cực về việc chịu sỉ nhục, cùng vấn nạn tự sát ở tuổi niên thiếu. Sự quấy rối này có nguồn gốc trong các giá trị được dạy tại trường học – sự đồng nhất và những người có quan điểm duy trì nhóm cộng đồng sẽ được bảo vệ, trong khi những 'người nổi bật' sẽ được coi là các yếu tố phá hoại; và sau đó 'đa số' được khuyến khích coi họ như không tồn tại, chỉ trích và trừng phạt những người đi chệch hướng so với các quy tắc đã được thiết lập. Thái độ đối với 'ijime' đang dần thay đổi, nhưng do đã in đậm vào sâu bên trong xã hội Nhật Bản khi Ijime được bình thường hóa trong hệ thống trường học, một số sinh viên miêu tả Ijime là "cần thiết" để duy trì sự phù hợp.

### Phát triển
Weekly Shōnen Magazine số 51 công bố bộ phim anime chuyển thể của manga khi chương cuối cùng của manga phát hành vào ngày 19 tháng 11 năm 2014, sau đó tiết lộ thêm rằng bản chuyển thể sẽ là một phim điện ảnh anime chiếu trên hệ thống rạp vào ngày 17 tháng 12 năm 2014. Ngày 14 tháng 10 năm 2015, số phát hành thứ 46 của tạp chí Weekly Shōnen Magazine năm 2015 thông báo rằng Kyōto Animation là xưởng phim thực hiện việc sản xuất và Yamada Naoko sẽ là đạo diễn của dự án. Công ty phân phối phim Shochiku thông báo bộ phim chuyển thể sẽ ra mắt vào quý 4 năm 2016. Ngày 8 tháng 4 năm 2016, website chính thức của bộ phim được khởi tạo, đồng thời công bố rằng Yoshida Reiko sẽ viết kịch bản phim, Nishiya Futoshi đảm nhận phần thiết kế nhân vật; phim cũng được lên lịch phát hành tại các rạp chiếu phim Nhật Bản vào ngày 17 tháng 9 năm 2016. Diễn viên lồng tiếng Nhật của bộ phim được công bố trước đó vào ngày 27 tháng 5 cùng năm, Irino Miyu đảm nhận lồng tiếng cho nhân vật Ishida Shōya trong khi Hayami Saori đảm nhận lồng tiếng cho nhân vật Nishimiya Shōko. Bài hát chủ đề do Aiko thể hiện được công bố vào ngày 27 tháng 6, cô cũng là một người hâm mộ manga nguyên tác và bày tỏ "Thực sự rất ngạc nhiên. Tôi đã rất tượng khi tôi đọc nó, tôi đã kể lại toàn bộ câu chuyện trong buổi biểu diễn trực tiếp của tôi. Tôi đã rất hạnh phúc, tôi thực sự muốn hát một bài hát mà tôi có thể mãi mãi ở gần bộ phim này". Ngày 8 tháng 7, các diễn viên lồng tiếng khác của phiên bản tiếng Nhật Bộ được công bố, một trailer chính thức được phát hành. Một phiên bản hoàn thiện xem trước được tổ chức tại rạp chiếu phim Marunouchi Piccadilly vào ngày 24 tháng 8 với sự góp mặt của đạo diễn Yamada Naoko, diễn viên Hayami Saori lồng tiếng nhân vật Nishimiya Shōko, diễn viên Matsuoka Mayu lồng tiếng cho nhân vật Ishida Shōya trong quãng thời gian học sinh cấp 2. Ngày 10 tháng 9, một video giới thiệu dài hơn với một số cảnh quay mới thêm vào được đăng trên YouTube. "Số đặc biệt kỷ niệm phát hành 'Dáng hình thanh âm' ~ Đến khi "Dáng hình thanh âm" được thực hiện" được phát sóng từ ngày 15 tháng 9 trên TV Shizuoka, Tokyo MX, Nagoya Broadcasting Network, Asahi Television Broadcasting, Television Hokkaido, Nishinippon Broadcasting, Miyagi Television Broadcasting, Hiroshima Television; số đặc biệt cũng được phát hành trên GYAO! vào ngày 22 tháng 9. Phim lấy bối cảnh ở thành phố Ōgaki, thuộc tỉnh Gifu, Nhật Bản; một địa điểm nằm trong chiến dịch quảng bá du lịch mang tên Liên hiệp Thánh địa Hoạt hình Gifu. Bộ phim được chế tác bởi gần 200 họa sĩ diễn hoạt. Đạo diễn Yamada Naoko chia sẻ "dưới sự hướng dẫn kỹ lưỡng của người giám sát từ tiền kỳ, trong quá trình sản xuất và qua hậu kỳ, chúng tôi đã xác nhận và đưa ra hướng đi cụ thể về mọi khía cạnh của ngôn ngữ ký hiệu bao gồm cả ý nghĩa, suy luận, cách nhìn. Ngôn ngữ ký hiệu Nhật Bản có độ chính xác tối đa. Cá nhân tôi đã tham dự trường ngôn ngữ ký hiệu nhiều lần và đã tương tác với cộng đồng người khiếm thính Nhật Bản, điều này giúp khai sáng thực sự".

### Lồng tiếng
Irino Miyu "khi không chắc về cách diễn xuất cho Ishida, Irio Miyu có thể đã diễn với một ước muốn trong tâm trí để kết nối với mọi người" và được Yamada Naoko khuyên nên diễn giống như "một con thú nhỏ bé phóng túng đang bị dọa nạt". Ishida Shouya là cậu bé ngỗ nghịch và bắt nạt Nishimiya Shouko bị bệnh khiếm thính nhưng Matsuoka Mayu phải diễn xuất cậu bé như đang không hề bắt nạt mà giống với một sự chuyển dịch cảm xúc thuần khiết khi một đứa bé tiểu học tìm thấy được một số điều hứng thú. Matsuoka Mayu lồng tiếng cho Ishida Shouya lúc tiểu học là phần khó và cô được chọn bởi vì phần giọng thể hiện đúng sự bối rối của cậu bé. Irino Miyu nhận xét rằng "Matsuoka có một thời gian gặp khó khăn ở một vài phân cảnh nhưng cảm giác muốn nói chính là chủ đề đặc biệt trong nhiều phân cảnh. Matsuoka Mayu đã nhiều lần hét lên cụm từ "bít tết hamburger" trong quá trình thu âm theo lời khuyên từ đạo diễn bởi vì nếu cô đưa ra một chỉ dẫn chân thành thì sẽ làm dao động hình ảnh Ishida của người khác nên bản thân đang cố không thẳng thắn". Diễn xuất thanh âm đáng ngạc nhiên của Shoya thời cấp 2 và Shoya thời cấp 3 gần như trở thành một người.

## Âm nhạc

### Ý tưởng sáng tác
Đối với phần âm nhạc của phim, đạo diễn Yamada Naoko trực tiếp đề cử nhạc sĩ điện tử Ushio Kensuke—còn được biết đến qua nghệ danh agraph—đảm nhận. Ushio muốn tôn vinh không chỉ những âm thanh có thể "nghe", mà còn "muốn xem âm thanh như một dạng vật chất hấp dẫn nhu cầu sinh lý của con người." Nhằm đạt được lý tưởng này, Ushio lựa chọn nhạc điện tử thay vì các loại nhạc cụ thông thường để qua đó kiểm soát tốt các dải tần số siêu thanh như thể đang quan sát chúng bằng kính hiển vi. Thông thường khi chế tác các bản nhạc gốc, đạo diễn âm thanh và ê kíp phụ trách sẽ tạo một bảng danh mục hoạt cảnh sắp xếp từng phân đoạn cần lồng nhạc, sau đó mới giao cho nhạc sĩ sáng tác nhạc lần lượt từng phân đoạn trong bảng danh mục đó. Tuy nhiên khâu sản xuất âm thanh ở dự án phim này không được tiến hành theo cách thức như vậy, bởi ngay từ giai đoạn tiền kỳ khi kịch bản phân cảnh hoàn thành thì nhạc sĩ Ushio đã tham gia với tư cách một thành viên của đội ngũ sản xuất, cùng trao đổi các ý tưởng dựa trên sự thấu hiểu sâu sắc về chủ đề cốt lõi của bộ phim cùng đạo diễn Yamada.

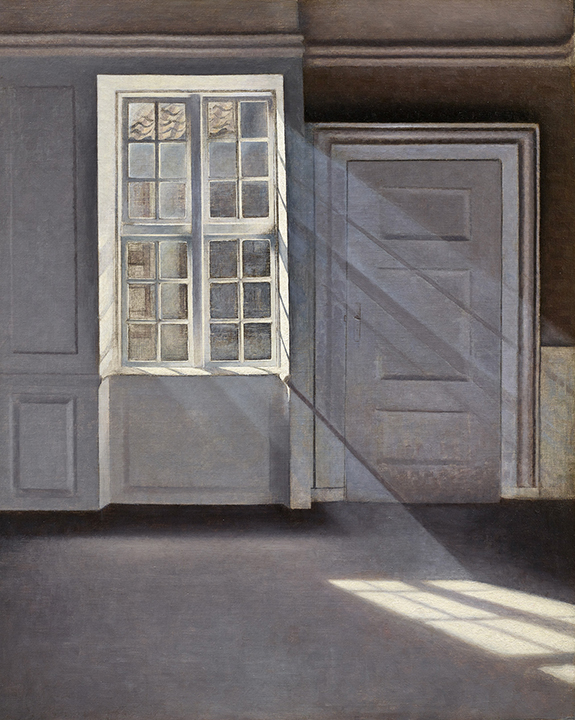
Một bức tranh thể hiện phương pháp hứng sáng của Vilhelm Hammershøi.

Trong quá trình sáng tác, Ushio đã chuyển đổi rất nhiều yếu tố mang tính nghệ thuật thành âm thanh, chẳng hạn như cách đổ bóng trong tranh tĩnh vật của Giorgio Morandi hay phương pháp hứng sáng trong tranh của Vilhelm Hammershøi, được chính Ushio ví von như sau: "Tôi đã thay thế các hiện tượng vật lý mà mắt thường quan sát được như vùng bóng nhòa hay hiệu ứng làm mờ ống kính bằng một loại hiện tượng vật lý khác có tên âm thanh." Một số phép tham chiếu khác được đề cập trong các cuộc trao đổi giữa Ushio và Yamada có thể kể đến họa sĩ đương đại Gerhard Richter, nhiếp ảnh gia Andreas Gursky và Beate Müller, họa sĩ khái niệm Joseph Kosuth, và bài cú số 33 của thi sĩ Ki no Tomonori trong hợp tuyển thơ Hyakunin Isshu. Ushio đã trao đổi với đạo diễn ngay ở lần gặp mặt đầu tiên về các danh từ cụ thể trong những lĩnh vực bao gồm âm nhạc, điện ảnh, hội họa, điêu khắc, buyō, nhiếp ảnh, kiến trúc.

### Nghiên cứu trên máy trợ thính
Máy trợ thính đóng một vai trò quan trọng trong phim, là thiết bị có chức năng khuếch đại âm thanh đưa vào tai, do đó về mặt lý thuyết sẽ tạo ra tạp âm. Ushio đã cân nhắc về số lượng tạp âm có thể thu được, sự khác biệt giữa tạp âm và giai điệu âm nhạc được xử lý qua màng nhĩ, và do đâu mà tạp âm lại biến thành những âm thanh có ý nghĩa. Những suy ngẫm trên cuối cùng đưa Ushio đến kết luận nằm ở loại đàn piano đứng. Mô tả piano đứng là loại nhạc cụ có thể kiểm soát tạp âm hiệu quả nhất, Ushio nhận xét "nó có thể phát ra rất đa dạng âm thanh, như âm ngón tay nhấn vào phím đàn, tiếng búa gỗ gõ vào dây đàn khi nhấn phím, âm thanh cọ xát khi nhấn bàn đạp, và ảo âm nghe như tiếng rít mỗi khi dây đàn rung." Để ghi lại tất cả những khái niệm tạp âm đó, Ushio tháo một cây đàn piano và đặt microphone vào trong; bằng cách này, anh hy vọng có thể "tóm lấy và thu lại toàn bộ âm thanh bao gồm cả những tạp âm như vậy, chứ không phải giai điệu âm nhạc." Ý tưởng này vô tình phản ánh bản ngã của nhân vật nam chính Shōya, người đã tự cô lập mình khỏi thế giới ấm áp và tươi đẹp xung quanh. Do đó, hiệu ứng âm thanh vòm với những tạp âm piano như vậy là cần thiết hòng lấp đầy khán phòng, qua đó mang lại sự hình dung về thế giới xung quanh anh ta.

### Sản xuất thực tế
Ushio đã hoàn thiện và gửi cho Yamada những bản nhạc nháp mà anh gọi là "bản phác thảo âm thanh" như một cách so sánh với các bản thảo kịch bản phân cảnh. Nói cách khác, khâu sản xuất thực tế đã được tiến hành theo kiểu trò chơi ném bắt bóng, đạo diễn chỉ việc nhận thành phẩm. Các bản thảo này được in ra giấy chứ không phải dạng dữ liệu, và được chỉnh sửa trực tiếp trên một chiếc giá nhạc. Khi kịch bản phân cảnh được hoàn tất, đã có 40 bản nhạc ra đời theo cách này. Yamada và Ushio đã cùng chứng kiến quá trình thu âm để lồng nhạc vào từng phân đoạn, và công đoạn cải biên các nhạc phẩm và hiệu chỉnh hậu kỳ đã diễn ra song song với việc sáng tác các nhạc phẩm mới. Có đến 82 nhạc phẩm hoàn thiện, nhưng cuối cùng chỉ 50 bài được đưa vào phim. Nhìn lại tổng thể quá trình sản xuất bộ phim, Ushio chia sẻ: "Tôi như đã biến thành cái bóng bám theo sau câu chuyện của Shōya. Tôi đã hòa tan vào bộ phim mà không suy nghĩ gì nhiều, giờ nhìn lại mới thấy quả là một cảm giác siêu thực khi tôi chưa từng có mặt trong chính nó."
Bộ phim cũng được xây dựng để giao thoa với sáng tác Inventions của Johann Sebastian Bach, qua cách nó phơi bày "những bài tập tìm đường sống trong hai giờ" của Shōya. Inventions gồm ba phân đoạn khác nhau, và đội ngũ sản xuất cũng xây dựng bộ phim theo ba phần tương ứng; Ushio tin rằng điều đó đã "biểu tượng hóa con đường đưa Shōya dần dần bước ra thế giới bên ngoài." Ca khúc nhạc nền trong phân cảnh diễn ra tại quán cà phê mèo nơi nhân vật Ueno làm việc bán thời gian có tên "(i can)say nothing" do chính Ushio thể hiện bằng tiếng Anh, trong đó có câu "đứng trước mặt anh, em không cách nào cất nên lời;" bài hát này xuất hiện lại ở gần cuối phim sau khi Shōya xuất viện và có một cuộc trao đổi ngắn với Ueno trong công viên. Theo Ushio, nó được tạo ra để tượng trưng cho tình cảm mà Ueno dành cho Shōya. Tương tự, bài "laser" xuất hiện lần đầu trong phân cảnh Nagatsuka ngồi cùng Shōya trong tiệm thức ăn nhanh, tiếp tục được lồng vào cuối phim khi Shōya quay lại trường lớp vào ngày Lễ hội Văn hóa. Giải thích cho điều này, Ushio nói: "đối với Nagatsuka, 'laser' mang chủ đề 'tình bạn chí cốt' mà cậu dành cho Shōya. Do vậy khi Nagatsuka đã biết tin Shōya sẽ đến Lễ hội Văn hóa và ngồi đợi trong lớp, bài này được phát lặp đi lặp lại. Rồi khi Shōya mở cửa lớp và Nagatsuka chạy đuổi theo, âm lượng của 'laser' giảm xuống rồi lại vụt tăng lên một lần nữa. Đó là vì [nó biểu đạt] cảm xúc của Nagatsuka." Về cảnh cao trào ở đoạn kết Lễ hội Văn hóa, phải mất nhiều thời gian để Yamada và Ushio đúc kết lại các ý tưởng thể hiện, nhưng Ushio "đã nảy ra nó" khi đi thực địa trên bãi sỏi ven con sông nằm gần xưởng phim của Kyoto Animation.
Album soundtrack nguyên bản chứa 61 nhạc phẩm bao gồm những bản chưa từng được sử dụng được phát hành vào ngày 14 tháng 9 cùng năm công chiếu.

## Chủ đề
Bộ phim được hình thành từ chủ đề "khiếm thính bẩm sinh" và "bắt nạt học đường", phần tựa đề gợi mở đến chủ đề chính là "khiếm thính bẩm sinh" nhưng thay vào đó thì nội dung bộ phim lại tập trung nhiều hơn vào sự khó khăn trong việc kết nối cảm xúc chân thành giữa mọi người. Dù có phần biểu lộ khác biệt so với manga nguyên tác nhưng Irino Miyu nhận xét rằng cảm giác muốn kết nối là khía cạnh quan trọng nhất của loạt manga và cũng là mục đích đặc biệt trong bộ phim. Saito Rie, một thành viên nổi bật của cộng đồng khiếm thính tại Tokyo, hiện là nghị sĩ tại khu Kita, Tokyo nói rằng "tôi có cảm giác mãnh liệt rằng đây là một bộ phim cần được các nhà sư phạm và con trẻ xem", việc trình chiếu bộ phim không chỉ giúp thấu hiểu hơn về những người khiếm thính mà còn giảm bớt đi nạn bắt nạt. Cô cũng đáp lại rằng một số học sinh trong lớp tiểu học trước đây đã phát hiện ra giọng khó nghe của cô và gọi cô là "ailen", trải nghiệm tuổi thơ của cô không quá tệ như trong Dáng hình thanh âm và hầu hết mọi người xung quanh cô đều vô cùng tốt. Câu chuyện là nơi mà có lẽ nhiều học sinh nhìn trông có vẻ hạnh phúc và luôn mỉm cười nhưng sự thật đằng sau đó là họ đang bị bắt nạt, đây có lẽ cũng là nơi nhiều học sinh không thể hiện điều gì trên khuôn mặt nhưng thực sự việc bắt nạt đã diễn ra dữ dội theo nhiều phương diện. Warner Sharuna trên AVForums khen ngợi "giải quyết các khái niệm về bắt nạt học đường, khuyết tật cùng cuộc sống tuổi vị thành niên nói chung, Dáng hình thanh âm đưa ra cách thể hiện những chủ đề này, trong rất nhiều thứ khác, bằng một bút pháp vô cùng thấu đáo và nhạy cảm". Đạo diễn Yamada Naoko cảm thấy rằng bộ phim không nên bị bó buộc theo quan điểm dành cho trẻ nhỏ mà "chủ đề đang trở nên rất phổ quát, tôi đã nghĩ đến một lượng khán giả lớn hơn", đồng thời "cá nhân tôi muốn đưa ra một thông điệp về niềm hy vọng và sự chuộc lỗi". Yamada Naoko nói rằng bắt nạt không phải chủ đề chính mà là phương diện giúp nhân vật phát triển khi bày tỏ "Shōya đến để mở cánh cửa cho những người khác và nhận ra rằng cậu ta không đơn độc trong thế giới này.[...] Bộ phim này không nhằm đánh giá hành động trong quá khứ của cậu bé, mà là câu chuyện về cậu bé và các nhân vật xung quanh cậu bé rèn luyện cách sống trong thế giới xung quanh họ", về vấn đề tự sát thì Yamada Naoko nói "tôi đã quyết tâm đối đầu chủ đề này theo cách toàn vẹn và đối xử với nó một cách duyên dáng. Con người chúng ta có nhiều thứ trong lòng mà những người khác sẽ không hiểu. Nó thậm chí còn khó khăn với chúng ta để hiểu chính mình. Tự sát là bằng mọi cách không phải là quyết định đúng đắn".
Manga Tokyo miêu tả ngoài chủ đề "khiếm thính bẩm sinh" và "bắt nạt học đường", bộ phim cũng tập trung vào chủ đề "cảm giác cô độc" và "sự tuyệt vọng", các phân cảnh miêu tả về "bắt nạt học đường" và "cảm giác cô độc" từ bối cảnh học đường giúp thể hiện khía cạnh đen tối trong mối quan hệ giữa con người. Hình ảnh những người bạn xung quanh Ishida mang một dấu X che kín khuôn mặt biểu thị cho sự xa cách lạc lõng, đồng thời tạo ra một sự đối xứng với Nishimiya Shōko khi cô có thể nhìn nhưng không thể nghe người khác, còn Ishida có thể nghe nhưng không dám nhìn mặt bạn bè. Biểu tượng hình ảnh đặc biệt của chữ X trên khuôn mặt thể hiện việc bị mọi người xa lánh do Ishida khởi xướng bắt nạt trước đây, cậu đã dừng sự tương tác với họ và tự cô lập bản thân. Cai Yun Kyung của Storm Media miêu tả "biểu tượng chữ 'X' là nguyên nhân làm mất đi sự nhiệt tình dành cho cuộc sống, bởi vậy mọi người xung quanh cậu chỉ là những kẻ xa lạ – những kẻ không có bất kỳ tương tác nào với cậu. Cậu nhìn thấy khuôn mặt của mỗi người nhưng không biết họ trông như thế nào, cậu nghe thấy giọng nói của từng người nhưng không biết họ nói gì. Kim Hyo Eun của JoongAng Ilbo nhìn nhận "một đứa trẻ chịu nhiều tổn thương và đau khổ bị lấn át với sự tuyệt vọng sẽ làm cho cậu ta không bao giờ hồi phục lại được. Và bọn trẻ đang bị bối rối bởi vì chúng vừa yêu vừa ghét lẫn nhau. Những đứa trẻ cô độc trong một bối cảnh tươi đẹp rực rỡ. Sự kết hợp đầy nghịch lý này giúp phát huy tối đa các phân cảnh về sự cô lập của những đứa trẻ và làm khán giả buồn rầu". Marsh James trên Screen Anarchy đánh giá "khuyết tật, ngược đãi, tự sát và sự chuộc lỗi là những chủ đề trong anime nổi bật của Yamada Naoko. Xoay quanh đường chéo giao nhau của hai thiếu niên đang gắng sức vật lộn – một cô gái khiếm thính tên là Nishimiya và một kẻ bắt nạt bị tẩy chay Ishida – bộ phim đã miêu tả khéo léo sự cô lập ngày càng gia tăng theo cả hai cách sáng tạo bằng khung hình và âm thanh. Tuyến nhân vật thường được phác họa từ thắt lưng xuống hoặc khuôn mặt bị làm mờ bởi nét vẽ chữ X sơ sài, giống như những nhân vật chủ chốt của chúng ta khước từ việc giao tiếp qua đôi mắt". Kim Se-hyeok của Newspim viết "bộ phim tập trung nhiều vào những mối quan hệ với một ai đó, miêu tả sắc sảo về sự cô độc khi trở nên lạc lõng giữa đám đông, nỗi đau đớn hằn sâu bên trong từ hành vi quấy rối và sự mơ hồ cho lòng khoan dung. Quá trình làm bạn với những người xung quanh Shoya, người đã sống và cô lập bản thân khỏi đám đông dần đi đến một kết thúc".
Joyce Michael trên Eastern Daily Press cho rằng Dáng hình thanh âm chạm tới hai chủ đề lớn của xã hội Nhật Bản là bắt nạt và tỷ lệ tự sát, bộ phim mở đầu bằng một phân cảnh tự sát hụt và phim có phần đen tối hơn so với thể loại hoạt hình Nhật mà họ vẫn sử dụng. Soh Joanne của The New Paper đã miêu tả "bộ phim nổi bật với nhiều chủ đề sâu kín như bắt nạt, tình bạn, giá trị bản thân, tự sát, cô lập và sự chuộc lỗi". Lee Maggie trên tạp chí Variety bình luận "chủ đề khiếm thính đã trở thành một phép ẩn dụ cho sự cô lập và những hiểu lầm, nơi có những dấu vết rạn nứt tình bạn trong một trường học khi một cô gái khiếm thính hòa nhập. Tự yêu bản thân, căm ghét bản thân, tình yêu thầm kín, khao khát được công nhận – tất cả những đặc trưng của tuổi dậy thì được gợi lên sống động bên trong các hiệu ứng vẽ tay hấp dẫn". Power Kit từ The London Economic ngợi khen, "rất ít phim, kể cả hoạt hình, có một sự quan tâm chân thành với các chủ đề về tình bạn, xa cách lạc lõng, chuộc lỗi và tự yêu bản thân. Cảm giác tự sát của hai nhân vật chính được khám phá tỉ mỉ, và nó là một tiếng lòng cho tất cả các bên liên quan rằng những chủ đề này đã được thể hiện với sự chính xác". Trên The Mancunion, Wong Andrew nhìn nhận "Dáng hình thanh âm nói về những điều khó khăn mà mọi người có thể đã trải qua trong suốt những năm tháng nơi trường học, tập trung vào nhiều khía cạnh của sự hối tiếc, giá trị bản thân, chuộc lỗi và học cả cách yêu thương". Kotzathanasis Panos trên Asian Movie Pulse nhận xét "Yamada Naoko đã thể hiện một sự nhạy cảm và quan điểm thận trọng với một số vấn đề trong xã hội Nhật Bản đương đại, thông qua đó để miêu tả những đặc điểm người Nhật hiện nay.[...] Anime đã giải quyết tới vấn nạn bắt nạt, khái niệm kẻ bắt nạt trở thành nạn nhân bị bắt nạt, sự tàn nhẫn giữa những đứa trẻ, xu hướng tự sát, tình bạn, sự hối tiếc, lời xin lỗi, gia đình, sự tha thứ, đổi thay và mở lòng, tất cả các khía cạnh trên đã hiện diện xuyên suốt thông qua cách xây dựng một bối cảnh trưởng thành – làm nổi bật lên các khía cạnh theo những cách tốt nhất có thể". Clarke Jeremy trên DMovies ca ngợi "bộ phim chính kịch Nhật Bản đột phá và sáng tạo về những đứa trẻ nơi trường học, nạn bắt nạt, sự hối hận, cô lập bản thân và căm ghét bản thân. Trên hết, nó là hoạt hình". Teh Tony trên Colourless Opinions bình luận "anime này là một trong những câu chuyện trưởng thành hay nhất từ trước đến nay, thám hiểm những thách thức mà rất nhiều học sinh vẫn phải đối mặt ngày nay tại rất nhiều quốc gia – bắt nạt, khuyết tật, tình bạn, sự cô lập, hành động tự sát, nghi ngờ bản thân, tội lỗi, 'chính trị thiếu niên'. Bộ phim không chỉ thám hiểm chúng mà còn giải quyết những vấn đề xã hội thẳng thắn bằng những câu trả lời đầy thuyết phục dành cho tuyến nhân vật. Mặc dù có các chủ đề cũng như chủ thể nặng nề, bộ phim vẫn hấp dẫn xen lẫn thú vị với sự cân bằng giữa tính hài hước và một cơn sóng cảm xúc". Damar Paskalis trên SINEKDOKS bình luận "Dáng hình thanh âm nắm giữ một chính kịch trưởng thành phức tạp của những hệ quả, căm ghét bản thân và sự hòa giải. Thỉnh thoảng nó do dự, thỉnh thoảng nó ngã vào trong độc thoại nội tâm; nhưng vào phần phần kết thì nó đã vượt qua cách thức khúc khuỷu với sự tinh tế và đan cài vào những phức tạp.[...] Dấu X trên khuôn mặt mọi người và camera thường bị lật nghiêng xuống giống như sự bất lực của Shoya trong việc kết nối với mọi người".
Đạo diễn Yamada Naoko nói rằng "tôi cũng muốn kể một câu chuyện về tình yêu vô điều kiện của các bà mẹ, những người đã đứng cạnh họ trong mọi hoàn cảnh. Tôi cũng nói về thế giới xung quanh họ như một lãnh địa, nơi mà bạn chỉ có thể đạt được sau khi đi qua lại giữa bóng tối và ánh sáng. Thế giới giống như một nơi sâu sắc và nhẹ nhàng chấp nhận mọi thứ. Đây là những gì tôi thực sự muốn thể hiện trong bộ phim này". Mintzer Jordan của The Hollywood Reporter miêu tả "một vực thẳm sâu hoắm dường như ngăn cản họ tách ra, trong khi việc hoán đổi vị thế cho nhau ở tuổi niên thiếu bị bỏ rơi, không phải để nhằm khơi gợi đến một thực tế rằng cả hai dường như không có một bóng hình một người cha nào trong cuộc đời là điều cuối cùng có thể kết nối họ lại với nhau". Urrutia Cristina trên IGN viết "mối quan hệ giữa con người với nhau nhìn chung rất phức tạp. Nếu chúng ta thêm vào đó nhiều thứ khác biệt, môi trường sống và ngôn ngữ mà chúng ta đang có để hiểu một người là vô cùng khó. Koe no Katachi [Dáng hình thanh âm] không chỉ là một sự phản chiếu những điều đó, mà còn mô phỏng lại hai vấn đề quan trọng đang xảy ra bên trong xã hội của chúng ta: bắt nạt và hòa nhập với người khuyết tật.[...] Nó là một bối cảnh đầy sợ hãi, do dự và đau đớn, nơi chúng ta sợ hãi với chính bản thân chúng ta vì sự phán xét của xã hội.[...] Như bạn có thể thấy, Dáng hình thanh âm đề cập đến nhiều chủ đề khác biệt, nhưng tất cả mọi thứ lại tập trung vào việc khám phá về tình bạn chân thành cùng với khoảng cách để bạn có thể chạm tới người mà bạn yêu quý và người ở xung quanh bạn". Yun Sang Min của News Culture phân tích "Dáng hình thanh âm bắt đầu với bạo lực của một người bạn, nhưng lại mở rộng câu chuyện thành một 'mối quan hệ'. Thật diệu kỳ khi bộ phim nhìn vào trái tim của cả hai [nhân vật] xuyên suốt sáu năm giữa Shoko và Shoya. Và điều mà trái tim có thể gặp nhau chính là sự nhẫn tâm của một sự thật không rõ ràng về trái tim và tình yêu".
Abu trên SET News cho rằng "tác giả có lẽ muốn truyền đạt một điều gì đó về 'lắng nghe thanh âm', về 'đối thoại' cũng như việc các cuộc đối thoại tạo nên được nhiều sức mạnh hơn.[...] Ngay từ phần mở đầu của câu chuyện, việc lắng nghe là một phép ẩn dụ. Khả năng nghe bị kém đi không chỉ có Shoko, những người khác cũng đã ít nhiều thiếu vắng đi khả năng lắng nghe người khác; bởi vậy mà một chuỗi những sự kiện sau đó đã nối tiếp xảy ra". Jeong Duk Hyun trên Enter Media miêu tả "bộ phim đã thể hiện rằng cách giao tiếp thực sự không thể chỉ bằng những giọng nói hoặc ánh nhìn lộ ra bên ngoài. Shoko cuối cùng đã trở thành một nạn nhân bị bắt nạt, tất cả những người bạn khác bao gồm Shoya  là những thủ phạm bắt nạt. Tất cả họ dường như dấu đi những vết thương lòng cùng với phần tội lỗi của chính họ và một khoảng thời gian tuyệt vời như những người bạn, nhưng những kỷ niệm quá khứ giữa họ sẽ không bao giờ được giải quyết theo một cách như vậy". Nhà phê bình phim Song Hyo Jung của Cine 21 nhìn nhận "sự phiền muộn, xu hướng tự sát, nỗi lo lắng, tin tưởng bản thân cùng cảm xúc cam chịu, hầu như kéo dài đến cuối bộ phim. Tuy nhiên, bộ phim đã dần dần cứu sống lại những mối quan hệ của nhiều người đang bị cô lập giao tiếp và nó là một cách thức của ngôn ngữ đàm thoại để diễn vai trò quan trọng tại thời điểm này. Trong tác phẩm, ngôn ngữ đàm thoại xuất phát từ ba cách: lời nói, viết (câu) và ngôn ngữ ký hiệu. Viết không thể có tác dụng trong một ngôn ngữ đàm thoại với những người không sẵn lòng đọc. Ngôn ngữ ký hiệu chỉ dành cho những người có khả năng đọc ký hiệu. 'Mình xin lỗi, mình muốn chúng ta là bạn', tôi thích nó và nó khó khăn ngay cả với tôi để truyền đạt những suy nghĩ đơn giản".
Trong chuyên đề thảo luận tâm lý học tuổi vị thành niên trên Tuổi trẻ, Vĩnh Hà viết "Shoko chuyển trường, Shoya bị bạn bè xa lánh và chỉ trích.[...] Những tổn thương tâm lý xảy ra không ai lắng nghe, chia sẻ, cả gia đình và nhà trường". Phim tập trung vào thể loại anime đời thường với bối cảnh học đường; sự việc bắt nạt được mô tả trong manga nguyên tác là tàn nhẫn, khó chịu, buồn nhưng đúng với hiện thực nên Dáng hình thanh âm rất nổi tiếng. Thủ pháp miêu tả tạo sự cảm thông với cả kẻ bắt nạt và nạn nhân.

## Phong cách
Đạo diễn Yamada Naoko sử dụng ngôn ngữ các bông hoa được xen vào giữa các chuyển cảnh để bầu không khí xung quanh đẹp đẽ và không gây ra cảm giác lo lắng, đồng thời sử dụng hiệu ứng ống kính để thay đổi dáng điệu và hướng của phân cảnh giúp cho câu chuyện không quá nhẹ nhàng hoặc nặng nề giống như có thể đã như vậy. Đạo diễn Yamada Naoko đã miêu tả tâm lý các nhân vật dựa theo một con người mà không dựa vào đặc điểm tâm lý của giới tính. Khi được hỏi vì sao bộ phim không bao giờ coi việc khiếm thính của Shoko là một điều đặc biệt, giống như Shoko cô đơn không phải vì cô bé không nghe được mà bởi vì cô bé là một con người, Yamada Naoko nói rằng "Tôi không muốn có một cái nhìn thiên vị. Trong trường hợp của tác phẩm này, mọi người đã thảo luận về rối loạn thính giác và bắt nạt nhưng chúng không bao giờ là đối tượng chính của bộ phim. Nếu bạn nghĩ rằng "Shoko là người đáng thương vì cô bé bị khiếm thính", bạn áp đặt những giả định ích kỷ của riêng bạn vào cô bé. Tất nhiên, đó là một trong những trở ngại mà cô bé phải đối mặt nhưng tôi không nghĩ bản thân cô bé muốn lòng thương hại từ mọi người vì điều đó. Điều quan trọng hơn là phải nhìn kỹ vào cô bé: cách cô bé nhìn thế giới và cách cô bé nghĩ về nó. Không thương hại nhưng tôn trọng. Tôi đã tiếp cận tương tự với tất cả các nhân vật bởi vì bộ phim này là về bản chất chung của con người.[...] Bởi vì tôi không phải là một thẩm phán hay Chúa trời, tôi đã cố gắng không phán xét những gì họ đã làm, những gì họ nhìn thấy, những gì họ cảm thấy và mọi hoàn cảnh xung quanh họ. Tôi chỉ cố gắng để hiểu, tôn trọng về những cảm xúc và hành động của họ, trong đó bao gồm rất nhiều phân lớp ẩn và lý do. Tôi đã sử dụng phương pháp này nhiều lần cho các nhân vật khác nhau, đưa nó vào thế giới của bộ phim này. Tất cả chúng ta đều có những trải nghiệm giống như họ khi chìm vào bóng tối của sự cô đơn và nhiều lần chúng ta nghĩ rằng chúng ta nhìn thấy ánh sáng nhưng lại bỏ lỡ nó".
Bộ phim chọn cách tiếp cận độc đáo khi kẻ bắt nạt trở thành nạn nhân bị bắt nạt, chủ đề bắt nạt học đường ở Nhật Bản từ góc nhìn của kẻ bắt nạt mà không phải từ nạn nhân, tình cảm giữa hai nhân vật chính không phải là trung tâm câu chuyện mà chỉ là chất xúc tác để họ thay đổi nhận thức và tái hòa nhập với tập thể. Đạo diễn Yamada Naoko giải thích thêm "sự đảo ngược này giáo dục tốt cho cậu bé và khán giả", cô chia sẻ về cách xây dựng thế giới im lặng "tôi đã cố gắng thử ghi lại hiện tượng tiếng ồn mà không có phần âm thanh bạn nghe thấy, chỉ bằng cảm giác cơ thể và sự dội lại của thị giác. Không phải khuyết tật khiến cô bé đau khổ mà là ở cách cô bé bị bắt nạt". Urrutia Cristina trên IGN miêu tả "bộ phim có sự phối trộn hoàn hảo của yếu tố hài hước, không bị rơi vào lố bịch và các phân cảnh hình mẫu này đã lấy đi mất một nụ cười chân thành. Thêm vào đó, kết quả của nó là vô cùng thành công, đơn giản là thay đổi tất cả mọi thứ bạn đã từng rất mong đợi". Shin Won-seon của Metro International nhận xét "đạo diễn đã biết sử dụng nhiều màu sắc để xoa dịu tâm trí của Shoya như màu vàng và xanh dương hoặc tím lục ngay khi gặp lại các yếu tố phủ nhận nếu như chúng xuất hiện". Marius Chapuis của Libération cho rằng "đạo diễn xây dựng hội chứng suy nhược thần kinh của nhân vật chính của cô bằng những cái chạm nhỏ, đặc biệt thông qua những cảnh thoại được quay cực cận".

## Phát hành

### Chiếu rạp

Bản đồ các quốc gia và vùng lãnh thổ đã công chiếu.

Bộ phim được công chiếu lần đầu tại 120 rạp trên toàn Nhật Bản vào ngày 17 tháng 9 năm 2016. Nhằm hỗ trợ người khiếm thính tại Nhật thưởng thức bộ phim, nhà sản xuất đã công chiếu bộ phim kèm theo phụ đề tiếng Nhật mỗi ngày một lần tại các rạp trong khoảng thời gian từ ngày 24 tháng 9 năm 2016 cho đến ngày 30 tháng 9 năm 2016. Tác giả manga Ōima Yoshitoki đã vẽ thêm một tập mới của manga có tựa đề "Eiga 'Koe no Katachi' Special Book" dành cho những người đi xem phim, phần mới này miêu tả một câu chuyện không có trong manga nguyên tác và cũng không xuất hiện trong bộ phim, nội dung đi sâu hơn vào cuộc sống gia đình của Shoko cùng với người mẹ và người bà. Các rạp chiếu phim tại Nhật Bản bắt đầu bán ấn bản này từ ngày khởi chiếu bộ phim (ngày 17) đến ngày 30 tháng 9 năm 2016 hoặc cho đến khi số lượng ấn bản được bán hết. Để kỉ niệm thành công phòng vé của phim, nhà sản xuất quyết định tặng kèm thêm các phim 35mm cho những người đi xem tại rạp vào tuần công chiếu thứ ba. Các ấn phẩm này đang gia tăng mức độ phổ biến tại Nhật Bản vì các ấn phẩm này được coi là độc nhất và hiếm có, làm thúc đẩy người Nhật đến xem bộ phim lần thứ hai hoặc thậm chí lần thứ ba. Từ ngày 2 tháng 9 đến ngày 2 tháng 10 năm 2016, website dữ liệu 'hành hương thánh địa' anime Seichi Junrei Map [Bản đồ Hành hương Thánh địa] đã tổ chức một cuộc thi sưu tập tem tại bảy địa điểm khác nhau ở Ogaki, Gifu mà gần với bối cảnh của phim chiếu rạp Dáng hình thanh âm, cuộc thi cho phép sử dụng ứng dụng điện thoại thông minh iBeacon trên trang Seichi Junrei Map, những người chơi chiến thắng sẽ nhận được một trong 300 giải thưởng "A Silent Voice [Dáng hình thanh âm]" độc quyền.
Liên hoan phim – sách lần thứ 3 được tổ chức tại Hàn Quốc, tác giả Kim Ji-young bàn luận về mối quan hệ giữa kẻ bắt nạt và nạn nhân bị bắt nạt trong bộ phim chuyển thể Dáng hình thanh âm và nguyên tác manga gốc sau buổi công chiếu phim vào ngày 19 tháng 8 năm 2017. Tại Starfield COEX Mall Hàn Quốc ngày 28 tháng 10 năm 2017, MegaBox tổ chức sự kiện Mega Talk với sự góp mặt của Lee Jae-Hye và nhà phê bình phim Lee Dong-Jin cùng Cine 21 đi sâu phân tích Dáng hình thanh âm, sự kiện được phát sóng trên bốn chi nhánh MegaBox (Dongdaemun-gu, Sinchou, Daegu, Đại học Busan) dành cho người hâm mộ bộ phim trên toàn Hàn Quốc. Vé tham gia sự kiện được bán vào ngày 20 tháng 4 năm 2017, tất cả người tham gia đều nhận được áp phích đặc biệt, các vật phẩm đặc biệt và các đoạn phim gốc bị cắt. Tại Bảo tàng lịch sử Seoul cùng ngày 28 tháng 10 năm 2017, một phiên bản không rào cản (Barrier Free) của Dáng hình thanh âm được thêm phụ đề tiếng Hàn dành cho người khiếm thính và thêm phần âm thanh lồng tiếng Hàn dành cho người khiếm thị, phiên bản này được thực hiện và quyên góp của nhiều diễn viên như Shoji, Suzu, Cha Tae-hyun,... Giám đốc Bảo tàng lịch sử Seoul Song In-ho nói trong sự kiện 'Điện ảnh không rào cản ngày thứ 7' giai đoạn nửa cuối năm 2017 rằng "Thông qua các bộ phim không giới hạn chiếu vào thứ 7 dành cho trẻ em, đây là cơ hội tuyệt vời để trải nghiệm trực tiếp và học hỏi về lối sống cộng đồng mà trong đó những sai lầm sẽ không gồm sự phân biệt giữa những người khuyết tật và nhóm người bình thường". Phiên bản không rào cản (Barrier Free) của các phim được lựa chọn trình chiếu vào thứ 7 của tuần thứ 4 mỗi tháng, có nguồn gốc từ báo cáo về "barrier free design [thiết kế không rào cản]" với ý nghĩa nhằm phá vỡ các rào cản về thể chất và thể chế để tạo ra một thành phố mà những người khuyết tật có thể sống thoải mái. Thành phố Iksan Hàn Quốc từ ngày 20 tháng 9 đến 23 tháng 9 năm 2017, Dáng hình thanh âm là một trong tổng số 15 bộ phim được trình chiếu tại Liên hoan phim Người khuyết tật Iksan năm 2017, sự kiện được tổ chức nhằm nâng cao nhận thức về người khuyết tật và cải thiện nhân quyền.
Tính đến tháng 2 năm 2017, bộ phim Dáng hình thanh âm đã được công chiếu tại hơn 30 nước và vùng lãnh thổ trên thế giới. Viz Media Europe đã được cấp phép bản quyền phân phối bộ phim dưới dạng phim chiếu rạp, DVD, đĩa Blu-ray, Video theo yêu cầu, Truyền hình theo khu vực Liên minh châu Âu (trừ Liên hiệp Anh), Nga, Thổ Nhĩ Kỳ và khối các nước châu Phi nói tiếng Pháp. Bộ phim công chiếu tại các nước Mỹ Latinh với hai phiên bản: một phiên bản gồm lời thoại tiếng Nhật kèm phụ đề tiếng Tây Ban Nha, phiên bản còn lại được các diễn viên người México lồng tiếng Tây Ban Nha. Ngày 9 tháng 5 năm 2017 tại thành phố México, quỹ Cinépolis và CONADIS tổ chức một buổi chiếu phim Dáng hình thanh âm dành cho người khiếm thính với sự giúp đỡ của một số các thông dịch viên ngôn ngữ ký hiệu người México. Để kỉ niệm thành công doanh thu phòng vé của bộ phim tại México và tuyên dương nhà phát hành Cinépolis cùng với nguyên nhân một lượng lớn khán giả có nhu cầu thưởng thức phim rất nồng nhiệt, Dáng hình thanh âm đã được công chiếu thêm vào ngày 20 và ngày 21 tháng 5 năm 2017 tại quốc gia này. Ngày 16 tháng 5 năm 2017, Dáng hình thanh âm là anime đầu tiên được trình chiếu tại rạp dành người khiếm thính trên toàn Vương quốc Liên hiệp Anh và Bắc Ireland với toàn vẹn các yếu tố về âm thanh, âm nhạc, tiếng ồn. Ngày 26 tháng 9 năm 2017, Kaze Anime phát hành bộ phim ở Đức và Áo tại hơn 140 rạp, vé xem có thể được đặt trước tại sự kiện 'Kaze Anime Nights 2017', phim chiếu rạp gồm một phiên bản phim lồng tiếng Đức do G & G Studios đảm nhận và một phiên bản phụ đề tiềng Đức dành cho người khiếm thính. Ngày 26 tháng 9 năm 2017, Kazé Anime tổ chức một sự kiện ra mắt độc quyền dành cho Dáng hình thanh âm tại UCI Colosseum ở Berlin; sự kiện gồm khách mời Baumgardt Birte (lồng tiếng Ueno Naoka), Schulz Jill (lồng tiếng Nishimiya Shoko), Conradi Sabine (một thông dịch viên ngôn ngữ ký hiệu).
Ngày 16 đến ngày 18 tháng 3 năm 2018, Liên hoan phim El Festival Anime 2018 tổ chức tại Tây Ban Nha đã trình chiếu Dáng hình thanh âm, Pháo hoa, nên ngắm từ dưới hay bên cạnh? cùng Mary và Đóa hoa phù thủy. Ngày 15 tháng 3 năm 2018, đại sứ quán Nhật Bản tại Tây Ban Nha đã cho phát hành một số suất chiếu phim trước dành cho khán giả nhằm hướng đến kỷ niệm 150 năm thiết lập quan hệ giữa Nhật Bản và Tây Ban Nha. Cũng trong ngày 15 tháng 3 năm 2018, công ty phim Cinesa tại Tây Ban Nha tổ chức một chương trình công chiếu bộ phim nhằm lên án hành vi bắt nạt tại trường học, dự án kết hợp cùng một số chuyên gia giúp khôi phục lại lòng tự trọng và sự tự tin cho các nạn nhân. Bộ phim chỉ được công chiếu hai ngày tại Ý, sau đó nhận được nhiều phân tích về khó khăn trong cuộc sống đời thường của người khiếm thính và việc không hỗ trợ phụ đề tiếng Ý trong các bộ phim dành cho người khiếm thính, đồng thời cũng phân tích số liệu gia tăng về tình trạng bắt nạt tại trường học ở Ý. Eleven Arts xác nhận công chiếu Dáng hình thanh âm tại Hoa Kỳ với 51 rạp, phim sẽ gồm phần thoại tiếng Nhật và phụ đề tiếng Anh vào tháng 10 năm 2017. Một khoảng thời gian sau, Eleven Arts trình chiếu lại bộ phim tại các cụm rạp với phiên bản lồng tiếng Anh ngữ vào ngày 2 tháng 2 năm 2018. Ngày 5 tháng 4 năm 2018, trường cao đẳng cộng đồng Elgin tại Hoa Kỳ công chiếu bộ phim từ 11 giờ sáng đến 14 giờ chiều nhằm hướng đến tháng nhận thức khuyết tật, phim chiếu cùng với bộ phim The Way He Looks. Ngày 20 tháng 4 năm 2018, tổ chức giáo dục phim Into Film đã công chiếu miễn phí Dáng hình thanh âm trong sự kiên Anim18 tại Vương quốc Liên hiệp Anh và Bắc Ireland với chủ đề 'phụ nữ trong hoạt hình' nhưng sự kiện đã bị hủy bỏ. Art House Films đã phát động một chương trình huy động vốn từ cộng đồng người hâm mộ vào tháng 3 năm 2018 nhằm đảm bảo việc phát hành phim chiếu rạp tại Pháp với mục tiêu từ 20 đến 50 cụm rạp. Trong khi chờ đợi ngày bộ phim phát hành chính thức, các suất xem trước được chiếu vào ngày 5 tháng 7 năm 2018 tại UGC Ciné Cité Les Halles ở Paris.
Tại Việt Nam, bộ phim do Encore Films phát hành từ ngày 12 tháng 5 năm 2017. Đây cũng là bộ phim anime điện ảnh đầu tiên được cộng đồng người hâm mộ tại Việt Nam kêu gọi ủng hộ bản quyền khi bản phim lậu bị phát tán trong thời gian phim đang chiếu rạp. Dáng hình thanh âm đã được Đài Tiếng nói Việt Nam thảo luận về các chủ đề của phim trong chuyên mục "Điểm hẹn văn nghệ" phát sóng ngày 3 tháng 7 năm 2017. Nhà phát hành phim tại Đài Loan đã công bố giá vé đôi đặt trước trên trang trực tuyến là 600 NT$ vào 10 tháng 3 năm 2017 bao gồm một cắp vé đôi và một bìa cứng áp phích A4 độc quyền của phim cùng tấm thiệp phim đính kèm cặp vé đôi bên trong, Amway US Đài Bắc và Đài Trung đã bán một số lượng vé giới hạn. Một số người hâm mộ tại Đài Loan đã chỉ trích bộ phim vì chuyển thể lược bớt đi nhiều tình tiết và cốt truyện gốc của manga nguyên tác. Trước khi công chiếu chính thức tại Trung Quốc đại lục, đại diện phát hành đã quảng bá phim trên Sina Weibo bằng phương thức cosplay hai nhân vật chính,  trở thành anime điện ảnh đầu tiên của Kyōto Animation được công chiếu tại Trung Quốc đại lục, do bộ phim phát hành muộn hơn so với ngày bán đĩa phim ở Nhật Bản nên đã xuất hiện nghi ngại về phiên bản phụ đề tiếng Trung từ fansub. Dáng hình thanh âm cũng chịu sự kiểm duyệt của chính quyền Trung Quốc, bộ phim bị cắt 20 phút so với phiên bản tiếng Nhật, việc xóa nội dung đã có một tác động lớn đến cách hiểu câu chuyện của khán giả người Trung Quốc.
| Danh sách các sự kiện có công chiếu bộ phim | Danh sách các sự kiện có công chiếu bộ phim                   | Danh sách các sự kiện có công chiếu bộ phim | Danh sách các sự kiện có công chiếu bộ phim |
| Địa điểm                                    | Tên sự kiện                                                   | Ngày công chiếu                             | Nguồn                                       |
| ------------------------------------------- | ------------------------------------------------------------- | ------------------------------------------- | ------------------------------------------- |
| Nhật Bản: Tokyo                             | Sự kiện ra mắt                                                | 17 tháng 9 năm 2016                         | [ 39 ]                                      |
| Scotland: Edinburgh                         | Scotland Loves Animation 2016                                 | 22 tháng 10 năm 2016                        | [ 138 ] [ 139 ]                             |
| Liên hiệp Anh:Leeds                         | Liên hoan phim quốc tế Leeds lần thứ 30                       | 6 tháng 11 năm 2016                         | [ 140 ] [ 141 ]                             |
| Liên hiệp Anh: Luân Đôn                     | ICA                                                           | 5 tháng 2 năm 2017                          | [ 142 ] [ 143 ]                             |
| Scotland: Glasgow                           | Liên hoan phim Glasgow 2017                                   | 23 tháng 2 năm 2017                         | [ 97 ] [ 144 ] [ 145 ]                      |
| Nhật Bản: Tokyo                             | Liên hoan phim hoạt hình Tokyo lần thứ 16                     | 11 tháng 3 năm 2017                         | [ 146 ] [ 147 ]                             |
| Thái Lan: Băng Cốc                          | Cảm nhận Tuần lễ phim Nhật Bản 2017                           | 16 tháng 3 năm 2017                         | [ 148 ]                                     |
| Nhật Bản: Tokyo                             | Liên hoan phim Akihabara 2017                                 | 2 tháng 4 năm 2017                          | [ 149 ] [ 150 ]                             |
| Ireland: Cork                               | Liên hoan phim Nhật Bản lần thứ 17                            | 5 tháng 4 năm 2017                          | [ 151 ] [ 152 ]                             |
| Ý: Bologna                                  | Liên hoan phim Future 2017                                    | 2 tháng 5 năm 2017                          | [ 153 ]                                     |
| México: México                              | Liên hoan phim Konichiwa                                      | 5 tháng 5 năm 2017                          | [ 154 ]                                     |
| Pháp: Cannes                                | Liên hoan phim Cannes lần thứ 70                              | 19 tháng 5 năm 2017                         | [ 155 ]                                     |
| Đức: Frankfurt am Main                      | Liên hoan phim Nippon Connection 2017                         | 25 tháng 5 năm 2017                         | [ 156 ]                                     |
| New Zealand: Wellington                     | New Zealand Comic con 2017                                    | 3 tháng 6 năm 2017                          | [ 157 ] [ 158 ]                             |
| Pháp: Annecy                                | Liên hoan phim hoạt hình quốc tế Annecy 2017                  | 12 tháng 6 năm 2017                         | [ 159 ] [ 160 ]                             |
| Hoa Kỳ: Los Angeles                         | Anime Expo 2017                                               | 3 tháng 7 năm 2017                          | [ 161 ] [ 162 ]                             |
| Hàn Quốc: Seoul                             | Liên hoan hoạt hình và truyện tranh quốc tế Seoul lần thứ 21  | 28 tháng 7 năm 2017                         | [ 163 ]                                     |
| Hàn Quốc: Seoul                             | Liên hoan phim – sách lần thứ 3                               | 19 tháng 8 năm 2017                         | [ 90 ] [ 164 ]                              |
| Ý: Bari                                     | Liên hoan phim Imaginaria lần thứ 15                          | 21 tháng 8 năm 2017                         | [ 165 ] [ 166 ]                             |
| Hàn Quốc: Iksan                             | Liên hoan phim Người khuyết tật Iksan lần thứ 9               | 23 tháng 9 năm 2017                         | [ 94 ] [ 95 ]                               |
| Hà Lan: Rotterdam                           | Camera Japan Festival 2017                                    | 23 tháng 9 năm 2017                         | [ 167 ]                                     |
| România: Bucharest                          | Liên hoan phim hoạt hình quốc tế Anim'est lần thứ 12          | 2 tháng 10 năm 2017                         | [ 168 ]                                     |
| Tây Ban Nha: Sitges                         | Liên hoan phim Sitges lần thứ 50                              | 5 tháng 10 năm 2017                         | [ 169 ]                                     |
| Hàn Quốc: Seoul                             | Điện ảnh không rào cản ngày thứ 7 (Toyo Barrier-Free Cinema)  | 28 tháng 10 năm 2017                        | [ 170 ] [ 171 ]                             |
| Ý: Bologna                                  | Liên hoan truyện tranh quốc tế Bilbolbul 2017                 | 25 tháng 11 năm 2017                        | [ 172 ] [ 173 ]                             |
| Úc: Brisbane                                | BrisAsia Festival 2018                                        | 24 tháng 2 năm 2018                         | [ 174 ] [ 175 ]                             |
| Bồ Đào Nha: Lisbon                          | Liên hoan phim hoạt hình Lisbon lần thứ 18                    | 15 tháng 3 năm 2018                         | [ 176 ] [ 177 ]                             |
| Tây Ban Nha: Madrid                         | Festival Anime 2018                                           | 16 tháng 3 năm 2018                         | [ 108 ]                                     |
| Maroc: Meknes                               | Liên hoan phim hoạt hình quốc tế Meknes lần thứ 17 (FICAM)    | 19 tháng 3 năm 2018                         | [ 178 ]                                     |
| Hoa Kỳ: Seattle                             | Liên hoan phim Khiếm thính Seattle lần thứ 4                  | 1 tháng 4 năm 2018                          | [ 179 ]                                     |
| Hoa Kỳ: North Carolina                      | Liên hoan phim quốc tế Real to Reel lần thứ 20                | 12 tháng 4 năm 2018                         | [ 180 ]                                     |
| Hoa Kỳ: Connecticut                         | Các nhà làm phim nữ quốc tế (International Female Filmmakers) | 18 tháng 4 năm 2018                         | [ 181 ]                                     |
| Ý: Savigno                                  | Japanimation                                                  | 11 tháng 5 năm 2018                         | [ 182 ]                                     |
| Hàn Quốc: Muju                              | Liên hoan phim Muju Suzuko lần thứ 6                          | 21 tháng 6 năm 2018                         | [ 183 ]                                     |
| Liên hiệp Anh: West Sussex                  | Liên hoan phim Vagabond 2018                                  | 27 tháng 7 năm 2018                         | [ 184 ]                                     |
| Singapore: Gardens by the Bay               | Sakura Matsuri: Anime Garden 2019                             | 30 tháng 3 năm 2019                         | [ 185 ]                                     |

| Danh sách các nước và vùng lãnh thổ công chiếu | Danh sách các nước và vùng lãnh thổ công chiếu | Danh sách các nước và vùng lãnh thổ công chiếu | Danh sách các nước và vùng lãnh thổ công chiếu | Danh sách các nước và vùng lãnh thổ công chiếu |
| Quốc gia/vùng lãnh thổ                         | Nhà phân phối                                  | Tên địa phương                                 | Ngày phát hành                                 | Nguồn                                          |
| ---------------------------------------------- | ---------------------------------------------- | ---------------------------------------------- | ---------------------------------------------- | ---------------------------------------------- |
| Nhật Bản                                       | Shochiku                                       | 映画 聲の形                                    | 17 tháng 9 năm 2016                            | [ 186 ]                                        |
| Singapore                                      | Purple Plan                                    | A Silent Voice: The Movie                      | 9 tháng 3 năm 2017                             | [ 97 ]                                         |
| Anh Quốc                                       | Anime Limited                                  | A Silent Voice: The Movie                      | 15 tháng 3 năm 2017                            | [ 187 ]                                        |
| Ireland                                        | Anime Limited                                  | A Silent Voice: The Movie                      | 15 tháng 3 năm 2017                            | [ 187 ]                                        |
| Thái Lan                                       | M Pictures                                     | รักไร้เสียง                                       | 23 tháng 3 năm 2017                            | [ 188 ]                                        |
| Đài Loan                                       | Cai Chang Asia                                 | 電影版 聲之形                                  | 24 tháng 3 năm 2017                            | [ 97 ] [ 189 ]                                 |
| Campuchia                                      | JaiKon Cambodia                                | ស្នេហ៍គ្មានសម្លេង                                     | 31 tháng 3 năm 2017                            | [ 190 ]                                        |
| Úc                                             | Madman Entertainment                           | A Silent Voice: The Movie                      | 6 tháng 4 năm 2017                             | [ 191 ]                                        |
| Hồng Kông                                      | Neofilms                                       | 電影版 聲之形                                  | 6 tháng 4 năm 2017                             | [ 97 ] [ 192 ]                                 |
| New Zealand                                    | Madman Entertainment                           | A Silent Voice: The Movie                      | 13 tháng 4 năm 2017                            | [ 191 ]                                        |
| Malaysia                                       | Purple Plan                                    | A Silent Voice: The Movie                      | 20 tháng 4 năm 2017                            | [ 193 ]                                        |
| Brunei                                         | Purple Plan                                    | A Silent Voice: The Movie                      | 20 tháng 4 năm 2017                            | [ 193 ] [ 194 ]                                |
| Indonesia                                      | Encore Films                                   | A Silent Voice: The Movie                      | 3 tháng 5 năm 2017                             | [ 195 ] [ 196 ]                                |
| México                                         | Cinépolis                                      | Una voz silenciosa La Película                 | 5 tháng 5 năm 2017                             | [ 197 ]                                        |
| Costa Rica                                     | Cinépolis                                      | Una voz silenciosa La Película                 | 5 tháng 5 năm 2017                             | [ 197 ]                                        |
| El Salvador                                    | Cinépolis                                      | Una voz silenciosa La Película                 | 5 tháng 5 năm 2017                             | [ 197 ]                                        |
| Guatemala                                      | Cinépolis                                      | Una voz silenciosa La Película                 | 5 tháng 5 năm 2017                             | [ 197 ]                                        |
| Honduras                                       | Cinépolis                                      | Una voz silenciosa La Película                 | 5 tháng 5 năm 2017                             | [ 197 ]                                        |
| Panamá                                         | Cinépolis                                      | Una voz silenciosa La Película                 | 5 tháng 5 năm 2017                             | [ 197 ]                                        |
| Peru                                           | Cinépolis                                      | Una voz silenciosa La Película                 | 5 tháng 5 năm 2017                             | [ 197 ]                                        |
| Hàn Quốc                                       | Contents Gate                                  | 목소리의 형태                                  | 9 tháng 5 năm 2017                             | [ 198 ]                                        |
| Philippines                                    | Pioneer Films                                  | A Silent Voice: The Movie                      | 10 tháng 5 năm 2017                            | [ 199 ] [ 200 ]                                |
| Việt Nam                                       | Encore Films                                   | Dáng hình thanh âm                             | 12 tháng 5 năm 2017                            | [ 127 ]                                        |
| Bolivia                                        | KEM Media                                      | Una voz silenciosa La Película                 | 8 tháng 6 năm 2017                             | [ 201 ]                                        |
| Argentina                                      | KEM Media                                      | Una voz silenciosa La Película                 | 8 tháng 6 năm 2017                             | [ 202 ]                                        |
| Paraguay                                       | KEM Media                                      | Una voz silenciosa La Película                 | 9 tháng 6 năm 2017                             | [ 203 ]                                        |
| Chile                                          | KEM Media                                      | Una voz silenciosa La Película                 | 17 tháng 6 năm 2017                            | [ 204 ]                                        |
| Ecuador                                        | KEM Media                                      | Una voz silenciosa La Película                 | 23 tháng 6 năm 2017                            |                                                |
| Colombia                                       | KEM Media                                      | Una voz silenciosa La Película                 | 28 tháng 7 năm 2017                            | [ 205 ]                                        |
| Trung Quốc                                     | Beijing Enlight Pictures                       | 声之形                                         | 8 tháng 9 năm 2017                             | [ 137 ] [ 206 ]                                |
| Đức                                            | Kazé Anime                                     | A Silent Voice: The Movie                      | 26 tháng 9 năm 2017                            | [ 106 ] [ 207 ]                                |
| Áo                                             | Kazé Anime                                     | A Silent Voice: The Movie                      | 26 tháng 9 năm 2017                            | [ 106 ] [ 207 ]                                |
| Hoa Kỳ                                         | Eleven Arts                                    | A Silent Voice: The Movie                      | 20 tháng 10 năm 2017                           | [ 208 ] [ 209 ]                                |
| Ý                                              | Nexo Digital                                   | La Forma della Voce                            | 24 tháng 10 năm 2017                           | [ 210 ] [ 211 ]                                |
| Canada                                         | Cineplex                                       | A Silent Voice: The Movie                      | 10 tháng 11 năm 2017                           | [ 212 ]                                        |
| Na Uy                                          |                                                | A Silent Voice: The Movie                      | 15 tháng 3 năm 2018                            | [ 213 ] [ 214 ]                                |
| Tây Ban Nha                                    | Selecta Visión                                 | A Silent Voice: The Movie                      | 16 tháng 3 năm 2018                            | [ 215 ]                                        |
| Thụy Điển                                      | SF Bio                                         | A Silent Voice: The Movie                      | 4 tháng 6 năm 2018                             | [ 216 ]                                        |
| Pháp                                           | Art House Films                                | Silent Voice                                   | 22 tháng 8 năm 2018                            | [ 124 ]                                        |

### Băng đĩa tại gia

#### Nhật Bản
Phiên bản đĩa Blu-ray được xác nhận phát hành tại Nhật Bản vào ngày 17 tháng 5 năm 2017. Ngày 20 tháng 4 năm 2017, cửa hàng trực tuyến của Kyōto Animation bắt đầu cho phép đặt hàng trước với ba phiên bản là ấn bản DVD, chuẩn Blu-ray và Blu-ray giới hạn; cả ba phiên bản đều có thoại tiếng Nhật kèm phụ đề tiếng Nhật. Ấn bản chuẩn Blu-ray gồm đĩa Blu-ray, một kênh lựa chọn âm thanh tai nghe DTS, một bản ghi âm bình luận phim và một bài hát chủ đề "inner silence". Phiên bản Blu-ray giới hạn ngoài phần tặng kèm giống với ấn bản chuẩn Blu-ray, ấn bản giới hạn có thêm một hộp đặc biệt được thiết kế bởi Nishiya Futoshi cùng với một cuốn booklet đặc biệt, thêm hai video hoạt hình của bài hát chủ đề của phim "Ai wo Shita no wa" (Loving Is) và một trong số các nhạc phim nguyên tác do Ushio Kensuke sáng tác là "Speed of Youth". Ngoài ra, còn có một phim đặc biệt kỉ niệm quá trình phát hành, một phim dài về sự kiện giao lưu của đội ngũ làm phim, một trích đoạn dài giới thiệu phim, TV-SPOT 1/TV-SPOT 2, một video mở rộng về hậu kì làm phim, bức ảnh trong sự kiện ra mắt, các bức ảnh từ website chính thức của phim, bài phỏng vấn với đạo diễn và nhà soạn nhạc cùng đạo diễn nghệ thuật và nhà thiết kế nhân vật. Một sự kiện kỉ niệm ngày bộ phim phát hành Blu-ray được tổ chức tại rạp chiếu phim Marunouchi Picadilly ở Tokyo vào ngày 22 tháng 5 năm 2017, nhóm sản xuất phim đã chia sẻ về thông điệp cũng như quá trình làm phim.
| Tuần | Thời gian phát hành              | Blu-ray  | Blu-ray   | Blu-ray  | Blu-ray         | Blu-ray    | Blu-ray    | Blu-ray    | Blu-ray         | DVD      | DVD       | DVD     | DVD             |
| Tuần | Thời gian phát hành              | Giới hạn | Giới hạn  | Giới hạn | Giới hạn        | Tiêu chuẩn | Tiêu chuẩn | Tiêu chuẩn | Tiêu chuẩn      | DVD      | DVD       | DVD     | DVD             |
| Tuần | Thời gian phát hành              | Xếp hạng | Lượng bán | Tổng số  | Nguồn           | Xếp hạng   | Lượng bán  | Tổng số    | Nguồn           | Xếp hạng | Lượng bán | Tổng số | Nguồn           |
| --- | -------------------------------- | -------- | --------- | -------- | --------------- | ---------- | ---------- | ---------- | --------------- | -------- | --------- | ------- | --------------- |
| 1 | 15 tháng 5 – 21 tháng 5 năm 2017 | 1        | 25.078    | 25.078   | [ 223 ] [ 224 ] | 3          | 5.442      | 5.442      | [ 223 ] [ 224 ] | 1        | 7.482     | 7.482   | [ 224 ] [ 225 ] |
| 2 | 22 tháng 5 – 28 tháng 5 năm 2017 | 15       | 2.732     | 27.810   | [ 226 ] [ 227 ] | 27         | 1.185      | 6.627      | [ 226 ] [ 227 ] | 6        | 1.983     | 9.465   | [ 227 ] [ 228 ] |
| 3 | 29 tháng 5 – 4 tháng 6 năm 2017  | 8        | 1.821     | 29.631   | [ 229 ] [ 230 ] | 16         | 882        | 7.509      | [ 229 ] [ 230 ] | 6        | 1.327     | 10.792  | [ 230 ] [ 231 ] |
| 4 | 5 tháng 6 – 11 tháng 6 năm 2017  | 3        | 856       | 30.487   | [ 232 ] [ 233 ] | 10         | 467        | 7.976      | [ 232 ] [ 233 ] | 4        | 899       | 11.691  | [ 233 ] [ 234 ] |
| 5 | 12 tháng 6 – 18 tháng 6 năm 2017 | 6        | 586       | 31.073   | [ 235 ] [ 236 ] | 9          | 405        | 8.381      | [ 235 ] [ 236 ] | 7        | 655       | 12.346  | [ 236 ] [ 237 ] |
| 6 | 19 tháng 6 – 25 tháng 6 năm 2017 | 26       | 421       | 31.494   | [ 238 ]         | 32         | 304        | 8.685      | [ 238 ]         | 14       | 575       | 12.921  | [ 238 ] [ 239 ] |
| 7 | 26 tháng 6 – 2 tháng 7 năm 2017  | 37       | 440       | 31.934   | [ 240 ]         | -          | -          | -          | -               | 24       | 479       | 13.400  | [ 240 ] [ 241 ] |
| 8 | 3 tháng 7 – 9 tháng 7 năm 2017   | -        | 240       | 32.174   | -               | -          | -          | -          | -               | 16       | 292       | 13.692  | [ 242 ] [ 243 ] |
| 9 | 10 tháng 7 – 16 tháng 7 năm 2017 | 25       | 273       | 32.447   | [ 244 ]         | -          | -          | -          | -               | 13       | 269       | 13.961  | [ 244 ] [ 245 ] |
| 10 | 17 tháng 7 – 23 tháng 7 năm 2017 | 26       | 246       | 32.693   | [ 246 ]         | -          | -          | -          | -               | 22       | 247       | 14.208  | [ 246 ] [ 247 ] |
| 11 | 24 tháng 7 – 30 tháng 7 năm 2010 | 45       | 348       | 33.041   | [ 248 ]         | -          | -          | -          | -               | 34       | 362       | 14.570  | [ 248 ]         |
| 12 | 31 tháng 7 – 6 tháng 8 năm 2017  | -        | -         | -        | -               | -          | -          | -          | -               | 21       | 332       | 14.902  | [ 249 ]         |
| 13 | 7 tháng 8 – 13 tháng 8 năm 2017  | -        | -         | -        | -               | -          | -          | -          | -               | 24       | 290       | 15.192  | [ 250 ]         |
| 14 | 14 tháng 8 – 20 tháng 8 năm 2017 | -        | -         | -        | -               | -          | -          | -          | -               | 19       | 291       | 15.483  | [ 251 ]         |
| Ghi chú: Dấu "-" là những số liệu không nằm trong bảng thống kê xếp hạng lượng đĩa bán nhiều nhất của Oricon Nhật Bản. Ấn bản Blu-ray giới hạn và ấn bản DVD của Dáng hình thanh âm thống trị bảng xếp hạng trên Oricon về doanh số bán đĩa phim sau tuần đầu tiên ra mắt tại Nhật Bản, trong khi ấn bản chuẩn Blu-ray xếp hạng ba trên bảng xếp hạng này trong tuần đầu phát hành. Bốn tuần phát hành đầu tiên, Dáng hình thanh âm chiếm lĩnh vị trí thứ mười một trên bảng xếp hạng doanh số bán Blu-ray/DVD cao nhất Nhật Bản của Oricon trong khoảng nửa đầu năm 2017 với 50.154 lượng đĩa bán ra; trong đó, tính riêng lượng đĩa DVD bán ra xếp hạng 19 với 11.691 đĩa phim trong danh sách phim có lượng đĩa DVD bán ra cao nhất Nhật Bản của Oricon khoảng nửa đầu năm 2017, còn lượng đĩa 'ấn bản Blu-ray giới hạn' bán ra xếp hạng 17 với 30.487 đĩa phim trong danh sách phim có lượng đĩa Blu-ray bán ra cao nhất Nhật Bản của Oricon khoảng nửa đầu năm 2017. Tính đến ngày 10 tháng 12 năm 2017, phim đạt 63.354 đĩa phim Bluray/DVD bán ra tại thị trường Nhật Bản, xếp hạng 26 trong danh sách phim bán chạy nhất Nhật Bản năm 2017. |                                  |          |           |          |                 |            |            |            |                 |          |           |         |                 |

#### Quốc tế
Tại Vương quốc Liên hiệp Anh và Bắc Ireland , đĩa phim được phát hành chính thức vào ngày 30 tháng 10 năm 2017 và Anime Limited công bố trên Twitter rằng người xem có thể đặt hàng trước kể từ ngày 19 tháng 3 năm 2017. Nhà phát hành Anime Limited xác nhận đĩa phim bao gồm ba phiên bản: ấn bản chuẩn DVD, ấn bản chuẩn Blu-ray và ấn bản tuyển tập (gồm DVD và Blu-ray), cả ba phiên bản gồm phần thoại tiếng Anh do YAV Post thực hiện lồng tiếng và phần thoại tiếng Nhật kèm phụ đề tiếng Anh. Ấn bản tuyển tập bao gồm một bản giới thiệu về Dáng hình thanh âm, hồ sơ các nhân vật, bộ sưu tập, các kịch bản phân cảnh, các bài viết phân tích bộ phim của Osmond Andrew (tác giả viết sách "100 Japanese Animated Feature Films") và Clements Jonathan (tác giả viết sách "Anime: A History"). Một ấn bản đặc biệt được bán tại AllTheAnime.com gồm "ấn bản tuyển tập" tặng kèm hai áp phích phim khổ A3. Anime Limited công bố bán một phiên bản truyển tập chuẩn DVD/Blu-ray vào ngày 10 tháng 2 năm 2020, đĩa phim đi kèm 5 thẻ ảnh và một áp phích kích thước 40x30, một đĩa phim tổng hợp các bài phỏng vấn (đạo diễn, nhà thiết kế nhân vật, đạo diễn nghệ thuậtm, nhà sáng tác nhạc, địa điểm bối cảnh thực tế) và các AMV. Right Stuf và Eleven Arts liên kết phát hành phiên bản giới hạn tại thị trường Hoa Kỳ trong tháng 11 năm 2019 kèm với một hộp nhựa, tám thẻ ảnh, một artbook 60 trang, các bài phỏng vấn, giới thiệu bối cảnh dựng phim thực tế, phần âm thanh bình luận phim. Tại Đức, Kaze Anime phát hành đĩa phim Blu-ray/DVD vào ngày 16 tháng 3 năm 2018 với hai phiên bản chuẩn và chất lượng cao. Cả hai phiên bản đều có các bài phỏng vấn với Yamada Naoko (đạo diễn phim), Nishiya Futoshi (nhà thiết kế nhân vật), Shinohara Mutsuo (đạo diễn nghệ thuật), Ushio Kensuke (âm nhạc), hai video bài hát, địa điểm quay phim. Phiên bản chất lượng cao nằm trong hộp sách chứa hộp đĩa digipak, ba bản vẽ kịch bản phân cảnh, một áp phích, các ghi chú thư mục FSK được in lên trang bìa mà không in trên hộp sách; trong khi phiên bản chuẩn nằm trong hộp bìa cứng. Hai phiên bản có ba tệp âm thanh được đính kèm gồm tiếng Nhật, tiếng Đức và tiếng Đức dành cho người khiếm thính. Tại Ý, Dynit chính thức phát hành bộ phim dưới dạng đĩa Bluray/DVD vào ngày 28 tháng 2 năm 2018 với âm thanh tiếng Nhật cùng phụ đề tiếng Ý và tiếng Ý dành cho người khiếm thính. Ngoài ra, nhà phát hành Dynit còn kèm theo một cuốn sách hướng dẫn nhỏ dày 60 trang, áp phích phim, bưu thiếp, các trailer và phim quảng cáo trên truyền hình tiếng Nhật, các địa điểm quay phim thực tế, các cuộc phỏng vấn nhóm sản xuất, video âm nhạc tiếng Nhật "Ai wo Shita no wa" và "Speed of Youth", trailer biên tập tiếng Ý, bài hát "Ai wo Shita no wa" phiên bản tiếng Ý, D-Trailer.
Tại Đài Loan, Cai Chang Asia thông báo phát hành đĩa phim với hai ấn bản: DVD và 'ấn bản Blu-ray chất lượng cao'. Trong đó, 'ấn bản Blu-ray chất lượng cao' (bao gồm đĩa phim Blu-ray, một hộp sách sưu tầm đóng bìa cứng, bản thông tin nhân vật, và phần đặc biệt kèm theo được đính kèm: các phiên bản video giới thiệu phim, các hình ảnh âm nhạc, các bài phỏng vấn đội ngũ sản xuất, cùng nhiều điều đặc biệt khác) phát hành vào 15 tháng 9 năm 2017 và cho phép đặt hàng trước vào ngày 11 tháng 8 năm 2017; ấn bản DVD phát hành vào tháng 10 năm 2017. The Blue Collection phát hành "Blu-ray bản giới hạn" tại Hàn Quốc vào ngày 18 tháng 10 năm 2017, đơn hàng đặt trước bắt đầu từ ngày 30 tháng 8 năm 2017 đến ngày 10 tháng 9 năm 2017; bao gồm phần thoại tiếng Nhật DTS-HD MA 2.0 kèm phụ đề tiếng Hàn và phụ đề tiếng Nhật. Ngoài ra còn có các tệp âm thanh bình luận (nhân sự Kyōto Animation, chị em Nishimiya, tổ hợp âm thanh nhóm), video âm nhạc "Speed of Youth", phim tài liệu, phỏng vấn đạo diễn phim, người thiết kế nhân vật cũng như đạo diễn nghệ thuật và nhà soạn nhạc, video sự kiện ra mắt phim, phóng sự về các địa điểm thực tế mà Shoya đã đi bộ, các thông báo đặc biệt, các trailer xem trước, phiên bản video quảng cáo dài, tuyển tập quảng cáo truyền hình.
Tại México, KEM Media phát hành vào tháng 9 năm 2017 trong hai ấn bản là 'thông thường' và 'tuyển tập giới hạn' với định dạng Blu-ray và DVD kèm theo phần thoại tiếng Nhật, phụ đề và phần thoại lồng tiếng Tây Ban Nha. Ở 'ấn bản DVD thông thường' sẽ có thêm hai video âm nhạc, một đoạn phim ngắn có thời lượng cao so sánh các ảnh hiện thực trong các phân cảnh của bộ phim, bốn bài phỏng vấn nhóm làm phim với phụ đề tiếng Tây Ban Nha, và một vài quảng cáo thương mại chỉ phát sóng ở Nhật Bản. Ở 'ấn bản blu-ray tuyển tập giới hạn' có sáu bưu thiếp, các nhãn dán sưu tập, áp phích phim cỡ nhỏ, sách hướng dẫn 60 trang về các chi tiết trong bộ phim, kịch bản phân cảnh, các nhân vật.

## Đón nhận

### Doanh thu phòng vé

#### Nội địa
Bộ phim đứng thứ hai về doanh thu phòng vé cuối tuần tại Nhật Bản (sau Your Name – Tên cậu là gì? của Shinkai Makoto) và sau hai ngày công chiếu đầu tiên (bắt đầu từ ngày 17 tháng 9) ở 120 rạp giới hạn toàn quốc thì bộ phim đạt doanh thu tổng cộng là 283 triệu JP¥ từ 200.000 lượt vé xem phim. Sau ba ngày công chiếu bao gồm cả ngày nghỉ, phim thu về 410 triệu JP¥ với khoảng 300.000 lượt vé bán ra. Trong khảo sát mức độ hài lòng các phim chiếu rạp trong buổi ra mắt của Pia, Dáng hình thanh âm xếp hạng nhất theo bình chọn từ khán giả. Mặc dù nhiều bộ phim khác có số lượng rạp chiếu phim công chiếu nhiều hơn gấp đôi, Dáng hình thanh âm vẫn xếp hạng ba về số lượt người xem vào ngày 24-25 tháng 9 năm 2016. Phim đạt doanh thu 893 triệu JP¥ và hơn 670.000 lượt xem sau 9 ngày công chiếu (ngày 26 tháng 9), đạt tổng cộng 1 tỷ JP¥ doanh thu và khoảng 770.000 lượt xem sau 12 ngày công chiếu (ngày 28 tháng 9). Phim xếp hạng ba về số lượt xem vào ngày 1 và ngày 2 tháng 10 trong tuần công chiếu thứ ba, giữ hạng ba doanh thu trong suốt ba tuần công chiếu liên tiếp. Số lượt xem tính đến ngày 3 tháng 10 chạm mốc một triệu người sau 17 ngày công chiếu, ghi nhận bom tấn bất ngờ chưa từng thấy chỉ với 120 rạp chiếu phim. Bộ phim xếp hạng bốn vào ngày 8-9 tháng 10 về số lượng lượt xem sau bốn tuần công chiếu, tiếp túc sức hút ở mức cao với 1,11 triệu JP¥ mỗi rạp chiếu, doanh thu tích lũy vượt quá 1,5 tỷ JP¥. Tính đến ngày 30 tháng 10, bộ phim đạt 2 tỷ JP¥ doanh thu và hơn 1,53 triệu vé bán ra sau 44 ngày công chiếu. Dáng hình thanh âm xếp hạng mười về số lượng lượt xem sau bảy tuần công chiếu liên tiếp. Rạp chiếu phim tại các vùng địa phương liên tục mở rộng công chiếu, nâng tổng số rạp chiếu phim công chiếu tính đến tháng 1 năm 2017 vượt quá 210 rạp. Đến ngày 30 tháng 11 năm 2016, bộ phim thu về hơn 2,2 tỷ JP¥ từ 1,7 triệu vé. Ngày 31 tháng 12, chương trình "công chiếu âm thanh thượng hạng" với cam kết mạnh mẽ về âm thanh được thực hiện tại cụm rạp Cinema City ở thành phố Tachikawa thuộc ngoại ô Tokyo. Trong buổi công chiếu này, đạo diễn âm thanh Yota Tsuruoka và nhà soạn nhạc Ushio Kensuke cùng với đạo diễn phim Yamada Naoko đã trực tiếp điều chỉnh và giám sát âm thanh. Bộ phim xếp thứ 16 trên bảng xếp hạng Nikkei Hit Ranking năm 2016 theo khu vực phía Đông. Đây là bộ phim có doanh thu cao thứ 19 tại Nhật Bản vào năm 2016, đồng thời cũng là bộ phim điện ảnh Nhật Bản có doanh thu cao thứ 10 tại Nhật với 2,3 tỷ JP¥ năm 2016 (cùng doanh thu với Quyển sổ tử thần: Khai sáng thế giới mới). Mục tiêu ban đầu của hãng phân phối phim Shochiku với Dáng hình thanh âm là doanh thu 1 tỷ JP¥, nhưng phim đã vượt xa con số đó và trở thành bộ phim có doanh thu cao nhất của hãng phân phối phim Shochiku trong năm 2016.

#### Quốc tế
Tại Hàn Quốc, sau tuần công chiếu chính thức đầu tiên ngày 14 tháng 5 năm 2017, Dáng hình thanh âm chạm mốc 202.384 lượt xem với doanh thu đạt tỷ lệ 28,2% vào cùng ngày. Dù đã bước sang tuần phát hành thứ ba, phim vẫn tiếp tục được khán giả Hàn Quốc tìm kiếm và chiếm đến 31% tổng tỷ suất lượt xem. Doanh thu phòng vé của phim thu về tổng cộng 1.930.879 US$. Dáng hình thanh âm xếp vị trí thứ hai trong danh sách những phim hoạt hình Nhật Bản có doanh thu phòng vé tốt nhất thuộc nửa đầu năm 2017 tại Hàn Quốc với tổng số 275.842 lượt xem. Theo thống kê cuối cùng tại Hàn Quốc, phim nhận được 276.413 lượt xem. Tại Đài Loan, Dáng hình thanh âm công chiếu từ ngày 24 tháng 3 năm 2017 với 70 rạp, sau ba ngày công chiếu đầu tiên thu về 20 triệu NT$, riêng tại Đài Bắc đã thu về 6 triệu NT$ cùng thời điểm và trở thành tân vương phòng vé tại Đài Loan. Sau ba tuần phát hành, doanh thu phòng vé của Dáng hình thanh âm tại Đài Bắc đạt 21,1 triệu NT$ và trên toàn Đài Loan chạm mốc 60 triệu NT$; xếp hạng 5 về doanh thu các bộ phim hoạt hình Nhật Bản cao nhất mọi thời đại tại Đài Loan, chỉ đứng sau Your Name – Tên cậu là gì? (250 triệu NT$), Lâu đài bay của pháp sư Howl (95,45 triệu NT$), Sen và Chihiro ở thế giới thần bí (74,54 triệu NT$) và Kaze Tachinu (67,28 triệu NT$). Ngày 14 tháng 5 năm 2017, Dáng hình thanh âm chính thức chạm mốc 69 triệu NT$, xếp vị trí thứ 4 trong danh sách các bộ phim hoạt hình Nhật Bản có doanh thu phòng vé cao nhất mọi thời đại tại Đài Loan; đồng thời cũng là bộ phim hoạt hình Nhật Bản phổ biến nhất năm 2017 tại Đài Loan. Bộ phim được công chiếu sớm giới hạn tại Hồng Kông từ ngày 25 tháng 3 năm 2017, sau đó chính thức công chiếu toàn Hồng Kông từ ngày 6 tháng 4 năm 2017. Trong ba ngày công chiếu đầu tiên tại Trung Quốc đại lục, Dáng hình thanh âm thu về 33 triệu nhân dân tệ (khoảng 5,3 tỷ yên), xếp thứ ba về doanh thu phòng vé trong tuần đầu tiên, chỉ đứng sau Người Nhện: Trở về nhà và Cuộc di tản Dunkirk. Doanh thu tổng cộng tại thị Trung Quốc đại lục đạt tổng cộng 43,4 triệu nhân dân tệ. Tại Singapore, bộ phim chiếm vị trí thứ bốn trên bảng xếp hạng phòng vé ngay trong tuần đầu khởi chiếu, tụt xuống thứ sáu vào tuần thứ hai và xếp thứ mười sau ba tuần công chiếu. Tại Malaysia, doanh thu bộ phim xếp thứ tám sau tuần đầu ra mắt. Tại Thái Lan, bộ phim bắt đầu phát hành vào ngày 23 tháng 3 năm 2017 và nhanh chóng xếp vị trí thứ 5 trên bảng xếp hạng phòng vé trong tuần công chiếu đầu tiên, xuống hạng 8 vào tuần tiếp theo với doanh thu phòng vé tổng cộng 250.342 US$.
Tại Vương quốc Liên hiệp Anh và Bắc Ireland, bộ phim được công chiếu tại 262 rạp từ ngày 15 tháng 3 năm 2017 và thu về 110.552 US$ trong tuần đầu tiên, đứng thứ 15 về doanh thu phòng vé. Trong ba ngày công chiếu đầu tiên tại Tây ban Nha, bộ phim thu về 92.563 euro với 14.349 lượt xem tại 136 phòng vé, xếp thứ 14 trên bảng xếp hạng doanh thu phòng vé tại quốc gia này, thu hút hơn 70.000 lượt xem. Trong ngày công chiếu đầu tiên ở Ý, Dáng hình thanh âm nhanh chóng xếp thứ hai về doanh thu phòng vé với 157.328 euro tại 171 rạp cùng 14.627 lượt xem. Ngày công chiếu thứ hai tại Ý, bộ phim thu hút 19.696 lượt xem tại 175 rạp với 178.559 euro, xếp hạng ba về doanh thu phòng vé sau Chú hề ma quái và Thor: Tận thế Ragnarok; doanh thu tổng cộng sau hai ngày công chiếu đạt 336.835 euro. Tại New Zealand, kể từ ngày 13 tháng 4 năm 2017 đến 16 tháng 4 năm 2017, bộ phim xếp hạng 9 sau bốn ngày đầu tiên công chiếu giới hạn tại 10 rạp với doanh thu phòng vé là 45.818 US$. Bộ phim xếp hạng 13 vào tuần công chiếu thứ hai, xuống hạng 36 vào tuần công chiếu thứ ba, tụt xuống hạng 45 vào tuần công chiếu thứ bốn với doanh thu phòng vé tổng cộng 66.975 US$. Tại Úc, bộ phim xếp hạng 12 trong tuần đầu ra mắt ở 39 rạp chiếu và hạng 17 trong tuần công chiếu thứ hai, hạng 28 vào tuần công chiếu thứ ba, hạng 41 vào tuần công chiếu thứ bốn. Tính đến ngày 12 tháng 5 năm 2017, doanh thu phòng vé của phim tại Úc thu về tổng cộng 428.825 US$.

### Đánh giá chuyên môn

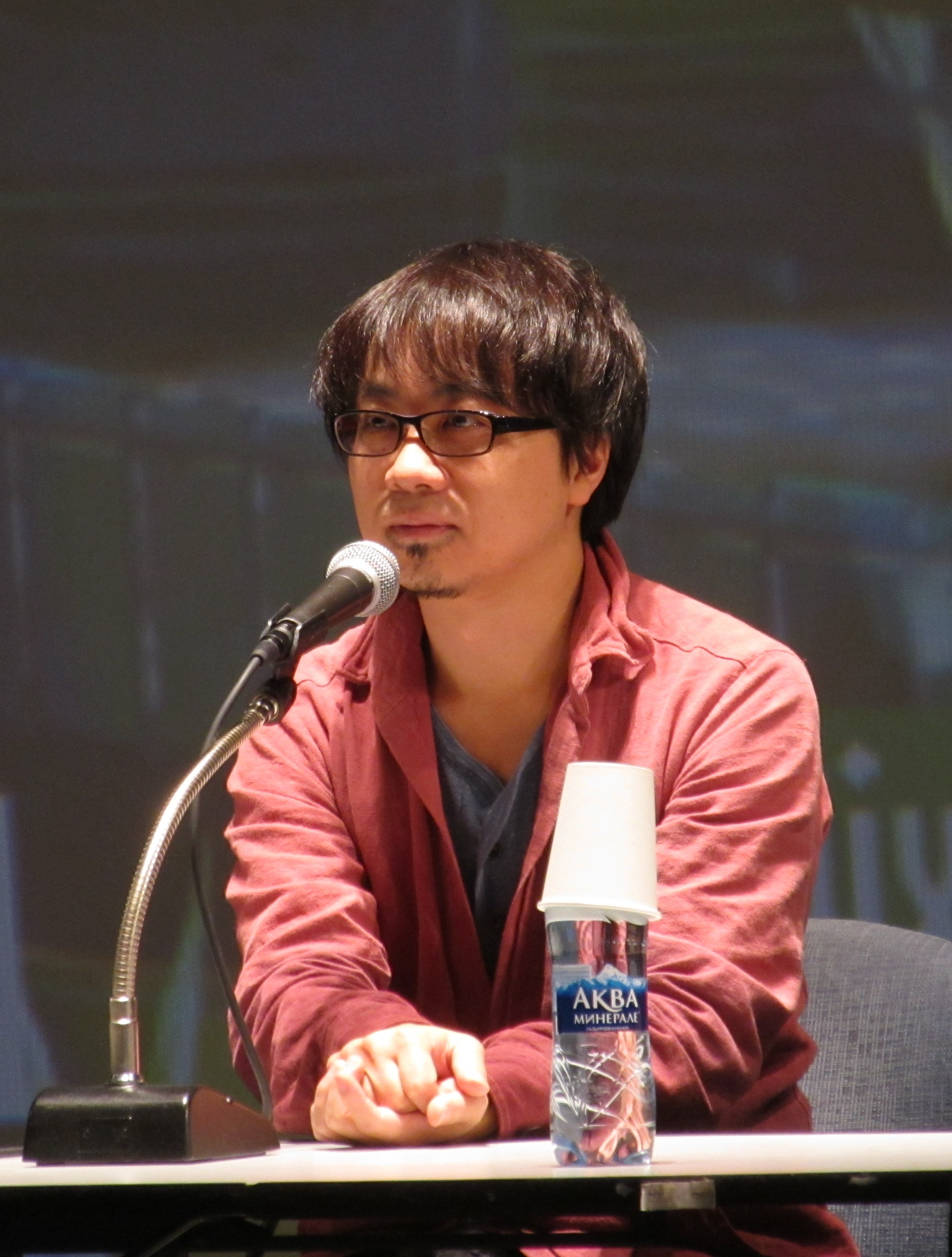
Nhà làm phim, đạo diễn Shinkai Makoto là một trong số nhiều người trong giới phim ảnh Nhật dành lời khen ngợi cho Dáng hình thanh âm.

#### Nội địa
Đạo diễn Shinkai Makoto đã gọi Dáng hình thanh âm là một "tác phẩm tuyệt vời" đồng thời cũng là một "sản phẩm xuất chúng và đẹp đẽ" mà chính ông cũng không thể bắt chước được.  Chủ tịch Toho là Shimatani Yoshishige đã nhận xét về thành công của Your Name – Tên cậu là gì?, Dáng hình thanh âm và Góc khuất của thế giới khi nói rằng "đây là một năm mà chúng ta nhìn thấy sự xuất hiện của một thế hệ hoạt hình mới". Tomomi Katsuta trên Mainichi Shimbun đánh giá "với sự cường điệu và giản lược độc đáo của anime, thể hiện sinh động sự thay đổi của người bạn cùng lớp thân thiết Ishida và sự sụp đổ của Nishimiya. Không ai trong tuyến nhân vật là hoàn hảo và không phải lúc nào họ cũng dễ mến. Không hề có đối xử đặc biệt nào dành cho người khuyết tật, không níu kéo cảm thông. Nó phác họa trần trụi ý định thực sự và hiện thực bủa vây học sinh trung học. Một bi kịch lớn đang chờ ở phần kết, nhưng cuối cùng cậu bé bằng cách nào đó đã nhìn thấy phía trước. Nó thực tế hơn rất nhiều so với một bộ phim người đóng chỉ đẹp đơn thuần. Hoạt hình Nhật Bản cuối cùng cũng rời khỏi địa hạt dành cho trẻ em, đạt đến cách diễn tả độc đáo. Cả tâm ý và cấp độ đều cao". Sankei Shimbun đánh giá phim 5/5 sao khi ca ngợi "tác họa đẹp và nhân vật dễ thương, câu hỏi căn nguyên 'giao tiếp giữa con người là gì?' được tìm kiếm xuyên suốt từ đầu đến cuối. Phác họa tâm lý chân thật phi thường, một số phân cảnh khiến trái tim dường như tan nát khi xem. Mặt khác, nguồn cội tác phẩm là 'sự quý giá của việc sống vì người khác' và 'tầm quan trọng của việc yêu thương những người không thích bạn'". Tại Liên hoan Nghệ thuật truyền thông Nhật Bản lần thứ 20, ban giám khảo nhận xét "họ đã tạo ra một tác phẩm hoạt hình huyền diệu, trong đó các kỹ thuật về diễn đạt mà họ đã áp dụng rất tốt cho một câu chuyện giải quyết những khó khăn khi thiếu niên phải đối mặt trong giao tiếp với người khác cũng như các vấn đề phức tạp như bắt nạt".

#### Quốc tế
Tác phẩm nhận được vô vàn lời tán dương từ giới chuyên môn quốc tế, từ châu Á cho đến các nước phương Tây. Tại Hàn Quốc, nhà phê bình phim Lee Dong-Jin trên Daum chấm bộ phim 4/5 sao và bình luận "có lẽ Shoko và Shoya giống như hiện thân của ánh sáng và bóng tối, nước với lửa cắt ngang qua nhau trong bộ phim. Câu chuyện về sự giải thoát lẫn nhau này là câu chuyện về một ai đó cuối cùng đã nhận ra rằng họ đang sống với sức mạnh của chính bản thân họ. Dẫu còn nhiều hối tiếc nhưng chúng ta cần phải tiếp tục sống để hoàn thành và sửa chữa nó". Kim Hyo Eun của JoongAng Ilbo dành cho bộ phim số điểm 4/5 sao và nhận xét "quá trình hòa giải với chính mình cũng như với những người khác tạo nên ấn tượng rất sâu sắc khi tuyến nhân vật mất đi ý nghĩa cuộc sống và học cách gắn kết lại với nhau. Tôi cũng muốn ca ngợi góc nhìn thận trọng của bộ phim khi sự nồng ấm luôn bao quanh mọi người. Lũ trẻ trở nên trưởng thành hơn khi học về tình yêu và lòng khoan dung. Đây là câu chuyện của tất cả chúng ta trong những ngày tháng đó". Cây bút người Singapore Soh Joanne của The New Paper chấm Dáng hình thanh âm 4/5 sao đồng thời ca ngợi "chỉ với hoạt họa, bộ phim đã đối phó được với những vấn đề nặng nề một cách thanh lịch và hấp dẫn". McNally Iain trên The Hyped Geek chấm bộ phim 4,5/5 sao cùng lời tán dương "cốt truyện có vẻ nghe giống như một ngàn bộ phim chính kịch học đường khác nhưng với diễn xuất nhân vật mạnh mẽ và cách bác bỏ đi những giải pháp tiếp cận vấn đề dễ dãi, cùng sự dồi dào từ những vòng xoắn bất ngờ đã nâng tầm bộ phim vượt xa tất cả". Teh Tony trên Colourless Opinions của Malaysia dành cho bộ phim 4,5/5 sao với lời tổng kết "Dáng hình thanh âm rất hấp dẫn, chân thành và trên tất cả những điều đó, nó mang đến những thông điệp quan trọng". Tại Việt Nam, Ân Nguyễn trên VnExpress miêu tả "tác phẩm phản ánh sự hoang mang, muốn tìm hiểu bản thân của những người ở mốc lưng chừng giữa trẻ con và người lớn". Thùy Linh trên Thanh Niên khẳng định "sau thành công của 'bom tấn' hoạt hình Nhật Bản Your Name – Tên cậu là gì? thì Dáng hình thanh âm chính là lựa chọn tiếp theo để khán giả Việt có cái nhìn khác hơn về phim hoạt hình Nhật".
Solomon Charles của Los Angeles Times viết "sự trung thực xuyên thấu của nó đưa đến một phản chiếu mạnh mẽ đối với những suy nghĩ ngớ ngẩn rằng tất cả đều là bạn và cùng nhau hát một bài nhạc trong Pony bé nhỏ – Tình bạn diệu kỳ, Đội quân cảm xúc hay những bộ phim hoạt hình gần đây của người Mỹ". Moore Michael trên The Verge nói rằng "Dáng hình thanh âm không nhất thiết phải trở thành một bộ phim hoạt hình. Nhưng những người sáng tạo của xưởng phim Kyōto Animation lại có thể đưa rất nhiều sức diễn cảm vào bên trong các nhân vật, nó truyền đạt rất nhiều thứ mà họ cảm thấy không ngôn từ nào có thể lột tả". Bradshaw Peter trên The Guardian đánh giá bộ phim 4/5 sao cùng với nhận xét "một câu chuyện về những hành động sai trái, sự chuộc lỗi, đồng thời sự lãng mạn [trong phim] là tinh tế và khơi gợi nhiều xúc cảm". Cũng trên The Guardian thì Ide Wendy chấm điểm 3/5 sao và miêu tả "bộ phim có một sức hút hấp dẫn, đắm mình nhiều cảm xúc bị ghì chặt". Collin Robbie đánh giá trên tờ The Daily Telegraph với số điểm 4/5 sao, "cùng với Shinkai Makoto, Hosoda Mamoru, Studio Ponoc thì Dáng hình thanh âm đã đưa cho những người phương Tây một cái tên khác là Yamada Naoko vào danh sách phải xem của họ.[...] Yamada đã tạo nên một góc nhìn đầy tương phản giữa mặc cảm đau đớn nơi học đường với sự ngây thơ tinh khiết trong những thời khắc thực sự giá trị: những cuộc hội thoại im lặng trên cây cầu vào mùa xuân, một chuyến đi tàu lượn cùng nhau trên bầu trời màu xanh trống rỗng". Johnston Emma trên Total Film dành cho bộ phim điểm số 4/5 sao cùng với nhận xét "thưởng thức phần cảm xúc cao trào và tính kịch của thời thanh xuân với ánh mắt xét đoán, nó là một lời nhắc nhở rằng những ngày tháng học đường luôn là tuyệt nhất". Johnston Trevor của Radio Times cũng chấm bộ phim 4/5 sao với lời tổng kết "một thế giới tách biệt so với hầu hết hoạt hình Hollywood được định hướng theo chủ đề gia đình[...] nhưng điều thực sự làm cho bộ phim nổi bật chính là hướng thể hiện từ nữ đạo diễn Yamada Naoko với đầy những vòng quay bất ngờ và các hình ảnh chân thành, gợi mở ra một cách nhìn mới về thế giới". Nhà phê bình phim Lee Maggie trên tạp chí Variety nhận xét "tính phi thực của hoạt họa làm cho nó trở thành một phương tiện lý tưởng để truyền đạt theo thuyết duy cảm và đôi khi là những trải nghiệm khiếp sợ trong quá trình trưởng thành.[...] Tựa đề tiếng Nhật có nghĩa là The Shape of Voice [Dáng hình thanh âm]' đã phản chiếu lên chủ đề trung tâm mà trong đó sự giao thiệp và kết nối có thể đưa đến rất nhiều dáng hình".
Tại Úc, Paatsch Leigh của tờ Herald Sun đánh giá bộ phim 4/5 sao với nhận xét "phần thiết kế âm thanh bao quanh đáng kinh ngạc ở bức tranh được sử dụng để truyền đạt thế giới nội tâm cô độc của Nishimiya Shōko kết hợp với một điểm số âm nhạc tuyệt vời đã làm nổi bật lên một sự thành công mạnh mẽ trên tất cả mọi phương diện". Nhà phê bình phim Stratton David trên The Australian bình luận "cách giải quyết của đạo diễn Yamada Naoko là tinh tế và phần hoạt họa tuyệt đẹp", đồng thời cho bộ phim số điểm 3,5/5 sao. Urrutia Cristina trên IGN nhiệt liệt ngợi khen với số điểm 9,6/10, "Dáng hình thanh âm nói về một câu chuyện hiện thực, mô phỏng lại rất nhiều vấn đề ngày nay từ nhiều góc nhìn khác biệt. Tất cả những điều này đã được thể qua cách dẫn chuyện sáng tạo, tập trung vào phần hoạt họa tuyệt đẹp cùng cách xử lý ánh sáng xuất sắc. Chắc chắn là bạn không thể kìm lại những giọt nước mắt và bạn không thể làm được, hãy thưởng thức nó". Trên Cine Premiere, Vélez Julio chấm bộ phim 4/5 sao kèm lời bình "Dáng hình thanh âm là một chuyến tàu lượn siêu tốc của cảm xúc. Hoạt họa và tạo hình tuyệt vời, cùng với diễn xuất xuất sắc trong ngôn ngữ gốc của họ".

### Giải thưởng và tôn vinh
Dáng hình thanh âm áp đảo tương tác nhiều nhất, không chỉ riêng trong lĩnh vực hoạt hình mà còn ở lịch phát hành cũng như giữa các tác phẩm xuất sắc khác tại Nhật Bản và thị trường nước ngoài. Bộ phim giành chiến thắng ở hạng mục "Phim hoạt hình xuất sắc nhất của năm" tại Giải phê bình điện ảnh Nhật Bản lần thứ 26, nơi đạo diễn Yamada Naoko đã nhận được lời khen ngợi cho tác phẩm của cô trong sự kiện giải thưởng điện ảnh uy tín này. Tại Liên hoan phim hoạt hình quốc tế Annecy 2017 tổ chức ở Pháp, bộ phim đã nhận được đề cử cạnh tranh cùng 9 phim thuộc phạm vi giải thưởng trong hạng mục phim điện ảnh. Thông báo phát hành bộ phim được đón nhận nhiệt liệt trên nhiều báo điện tử khác nhau tại Hàn Quốc với những tựa đề như "một bộ phim phải xem", "một chủ đề có sức mạnh làm thay đổi cuộc đời một con người", "một trong những phim cần tìm của năm 2017", "kiệt tác về cuộc sống. Và chất lượng của bức vẽ hoạt họa là hoàn hảo". Dáng hình thanh âm là một trong bốn phim nằm trong hạng mục "phim hay dành cho thanh thiếu niên" quý II tại Hàn Quốc, đây một chính sách lựa chọn và đề cử các phim dựa theo ngày phát hành trong khoảng ba tháng. Rap Monster của ban nhạc BTS nói rằng Dáng hình thanh âm là một trong những tác phẩm truyền cảm hứng cho các dự án tiếp theo gần đây của nhóm nhạc. Allkpop đưa tin về các học sinh lớp 5 tại trường tiểu học Daejeon Seongnam ở Hàn Quốc học ngôn ngữ ký hiệu và gợi nhắc đến bộ phim Dáng hình thanh âm của Nhật Bản. South China Morning Post lựa chọn Dáng hình thanh âm vào danh sách 25 bộ phim hay nhất được phát hành tại Hồng Kông nửa đầu năm 2017, @Movies đưa Dáng hình thanh âm vào danh sách 10 phim hay nhất được phát hành tại Đài Loan nửa đầu năm 2017. Crunchyroll chọn Dáng hình thanh âm là một trong 25 anime hay nhất của thập niên 2010, Rotten Tomatoes xếp hạng Dáng hình thanh âm là một trong mười bộ phim về thanh thiếu niên hay nhất thập niên 2010, Funimation công bố Dáng hình thanh âm đạt á quân trong cuộc bình chọn của người hâm mộ về "anime điện ảnh được yêu thích của thập niên".
| Phạm vi  | Năm  | Giải thưởng                                           | Hạng mục                             | Đối tượng          | Kết quả   | Nguồn                   |
| -------- | ---- | ----------------------------------------------------- | ------------------------------------ | ------------------ | --------- | ----------------------- |
| Nhật Bản | 2016 | Xếp hạng Đón nhận 2016 (Nikkei Entertainment!)        | Phía Đông                            | Dáng hình thanh âm | Đoạt giải | [ 370 ]                 |
| Nhật Bản | 2016 | Anime công chiếu và phát hành 2016 (Anime! Anime!)    | Chiếu rạp                            | Dáng hình thanh âm | Á quân    | [ 371 ]                 |
| Nhật Bản | 2016 | Giải Filmarks 2016                                    | 10 phim Nhật xuất sắc nhất           | Dáng hình thanh âm | Hạng 7    | [ 372 ]                 |
| Nhật Bản | 2016 | Giải phê bình điện ảnh Nhật Bản lần thứ 26            | Phim hoạt hình xuất sắc nhất của năm | Dáng hình thanh âm | Đoạt giải | [ 373 ] [ 374 ]         |
| Nhật Bản | 2017 | Giải Viện Hàn lâm Nhật Bản lần thứ 40                 | Phim hoạt hình xuất sắc nhất của năm | Dáng hình thanh âm | Đề cử     | [ 375 ] [ 376 ] [ 377 ] |
| Nhật Bản | 2017 | Giải thưởng phim Mainichi lần thứ 71                  | Phim hoạt hình xuất sắc nhất         | Dáng hình thanh âm | Đề cử     | [ 378 ]                 |
| Nhật Bản | 2017 | Giải Anime Tokyo lần thứ 16                           | Anime của năm (điện ảnh)             | Dáng hình thanh âm | Đoạt giải | [ 146 ] [ 379 ]         |
| Nhật Bản | 2017 | Giải Anime Tokyo lần thứ 16                           | Kịch bản xuất sắc nhất               | Yoshida Reiko      | Đoạt giải | [ 147 ] [ 380 ]         |
| Nhật Bản | 2017 | Liên hoan Nghệ thuật truyền thông Nhật Bản lần thứ 20 | Phim hoạt hình xuất sắc nhất         | Dáng hình thanh âm | Đề cử     | [ 381 ] [ 382 ]         |
| Nhật Bản | 2017 | Giải Anime Newtype 2016-2017                          | Phim hoạt hình xuất sắc nhất         | Dáng hình thanh âm | Á quân    | [ 383 ]                 |
| Quốc tế  | 2017 | Liên hoan phim hoạt hình quốc tế Annecy 2017          | Phim hoạt hình xuất sắc nhất         | Dáng hình thanh âm | Đề cử     | [ 159 ] [ 384 ] [ 385 ] |
| Quốc tế  | 2017 | Liên hoan phim Sitges lần thứ 50                      | Phim hoạt hình xuất sắc nhất         | Dáng hình thanh âm | Đề cử     | [ 386 ]                 |
| Quốc tế  | 2017 | Giải điện ảnh Châu Á – Thái Bình Dương 2017           | Phim hoạt hình xuất sắc nhất         | Dáng hình thanh âm | Đề cử     | [ 387 ] [ 388 ]         |
| Quốc tế  | 2017 | Liên hoan phim hoạt hình quốc tế Anim'est lần thứ 12  | Phim hoạt hình xuất sắc nhất         | Dáng hình thanh âm | Đề cử     | [ 389 ]                 |
| Quốc tế  | 2017 | Giải Vấn đề vàng ComicBook.com 2017                   | Phim hoạt hình xuất sắc nhất         | Dáng hình thanh âm | Đề cử     | [ 390 ]                 |
| Quốc tế  | 2017 | Camera Japan Festival 2017                            | Phim hoạt hình xuất sắc nhất         | Dáng hình thanh âm | Đoạt giải | [ 391 ]                 |
| Quốc tế  | 2018 | Giải Anime Crunchyroll 2018                           | Phim hoạt hình xuất sắc nhất         | Dáng hình thanh âm | Đề cử     | [ 392 ]                 |
| Quốc tế  | 2018 | Giải Anime Crunchyroll 2018                           | Đồ họa xuất sắc nhất                 | Dáng hình thanh âm | Đề cử     | [ 392 ]                 |
| Quốc tế  | 2018 | Liên hoan phim hoạt hình Lisbon lần thứ 18            | Phim hoạt hình xuất sắc nhất         | Dáng hình thanh âm | Đề cử     | [ 393 ]                 |

### Tranh cãi
Trước khi bộ phim được phát hành tại Đài Loan, một số phụ huynh trong mạng chính sách công của Hành chính viện Trung Hoa Dân Quốc chỉ trích bộ phim liên quan đến tự sát và bắt nạt, lo lắng trẻ em sẽ nhận thức sai lầm, hy vọng loại bỏ bộ phim "ra khỏi Đài Loan" với sáu lý do:
- Giáo dục trẻ về khái niệm sống
- Phim chống tự sát
- Tạo lập xã hội chính trực và tốt đẹp
- Chấm dứt các giá trị sai lầm tuyên truyền tự sát
- Lan tỏa tình yêu Chúa khắp Đài Loan
- Chống lại tự sát, bắt nạt và phân biệt đối xử.

Trong khi một số phụ huynh người Đài Loan chỉ trích "khiếm thính người tiêu dùng" và yêu cầu không công chiếu phim trong lãnh thổ Đài Loan, những người khiếm thính tại Đài Loan ca ngợi bộ phim khi giúp họ cải thiện hoàn cảnh bị cô lập và để mọi người hiểu hơn về người khiếm thính, những người hâm mộ anime và phía nhà phân phối bị kéo vào một cuộc tranh cãi ồn ào với một số phụ huynh tại Đài Loan. Đề xuất đã bị từ chối ở giai đoạn kiểm duyệt phát hành, Hành chính viện cho biết theo quy định của luật điện ảnh Đài Loan thì sau khi việc phân loại phim được xem xét chấp thuận từ Bộ Văn hóa Đài Loan thì phim sẽ được cấp phép phát hành. Nhà phân phối "CaiChang International Multimedia" tuyên bố trên Facebook rằng bộ phim đã được Bộ Giáo dục, Văn hóa, Thể thao, Khoa học và Công nghệ Nhật Bản xác nhận có tác động tích cực đến việc chăm sóc trẻ khiếm thính, cũng như việc bộ phim được phân loại dành cho mọi lứa tuổi và sẽ "không dạy trẻ những điều xấu".

## Ảnh hưởng

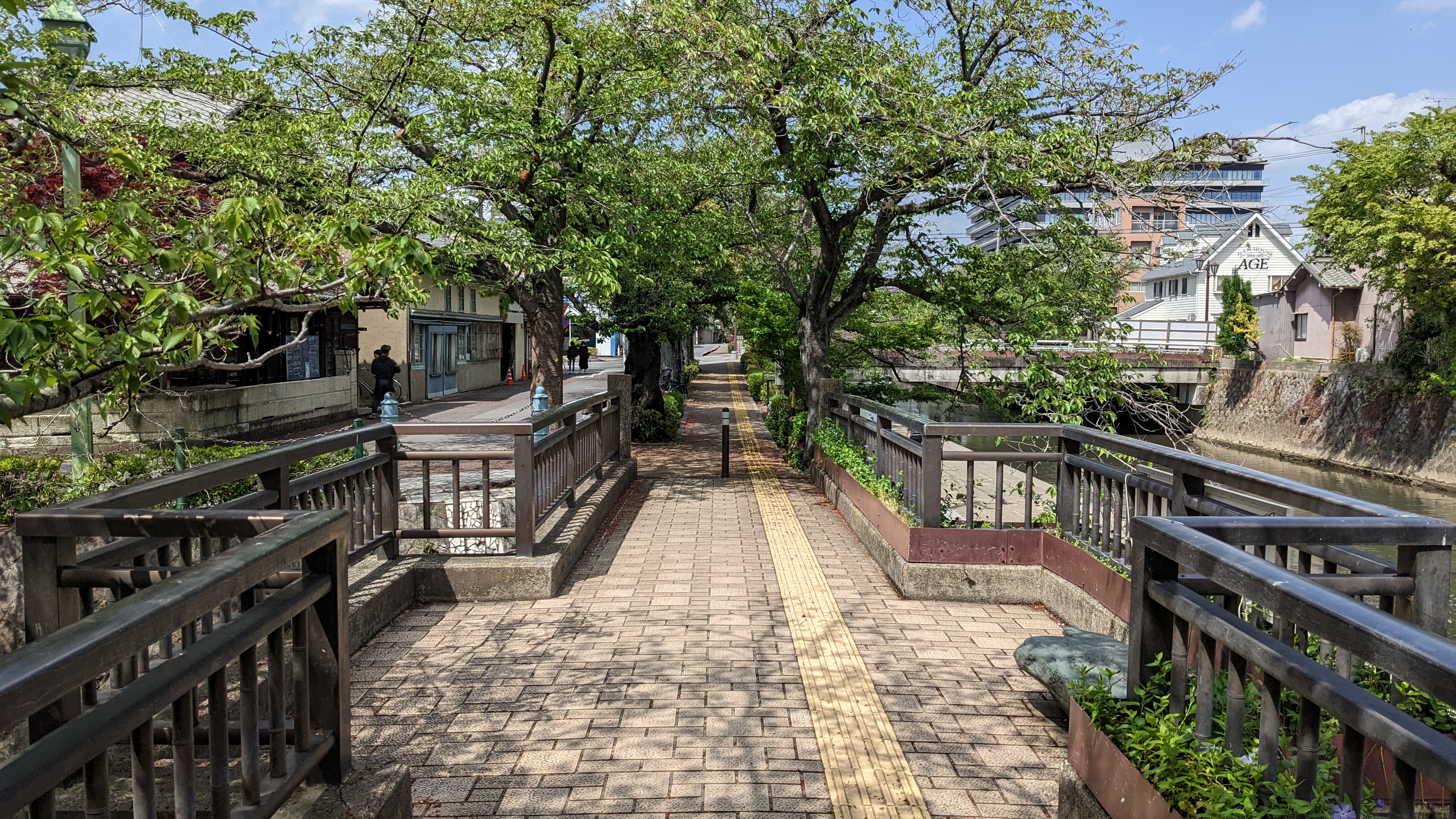
Một cây cầu ngoài đời thực ở thành phố Ōgaki, tỉnh Gifu, được xuất hiện nổi bật trong bộ phim.

### Du lịch
Ngày 11 tháng 5 năm 2017, Hana Tours đã công bố một chuyến du lịch hành hương từ Hàn Quốc đến thánh địa Ogaki, Gifu, Nhật Bản, một thành phố được lấy bối cảnh cho phim Dáng hình thanh âm; mỗi chuyến hành hương chỉ gồm 20 người và có giá 128 triệu ₩. Chuyến hành hương anime được 
tổ chức vào ngày 23 tháng 6 năm 2017 và ngày 28 tháng 7 cùng năm đến các địa điểm bao gồm công viên Nagashima Spa Land, trường tiểu học Ōgaki Koubun, ga Ōgaki, ga Gifu.

## Ấn phẩm
| Tựa đề | Ngày phát hành                           | ISBN tiếng Nhật                               | Thông tin |
| --- | ---------------------------------------- | --------------------------------------------- | --- |
| Tiểu thuyết Dáng hình thanh âm (đầu) / Tiểu thuyết Dáng hình thanh âm (cuối) 小説 映画 聲の形（上） / 小説 映画 聲の形(下) | 16 tháng 9 năm 2016 17 tháng 11 năm 2016 | ISBN 978-4-06-393038-2 ISBN 978-4-06-393092-4 | Light novel hai tập chính thức do Kodansha lightnovel xuất bản, có một phần miêu tả từ manga nguyên tác, tác giả là Miu Kawasaki. Một phiên bản sách nói dài hai tập do FeBe thuộc Otobank phát hành lần lượt vào ngày 31 tháng 7 năm 2017 và 6 tháng 10 cùng năm, giọng đọc do Natsumi Kuramoto thể hiện. |
| Tuyển tập thiết kế chính thức Dáng hình thanh âm 映画 聲の形 公式設定集                                                    | 17 tháng 9 năm 2016                      | ISBN 978-4-90-706456-3                        | Tuyển tập thiết kế chính thức 公式設定集 (Official Setting Collection) |
| Sách chế tác Dáng hình thanh âm 映画 聲の形 メイキングブック                                                               | 29 tháng 11 năm 2016                     | ISBN 978-4-90-706449-5                        | Sách chế tác chính thức 公式メイキングブック (Official Making Book) |
| Họa phẩm minh họa Dáng hình thanh âm 映画 聲の形 イラストレーションワークス                                                | tháng 3 năm 2017                         |                                               | Họa phẩm minh họa chính thức 公式イラスト作品集 (Official illustration work collection) |
| Tuyển tập khung chính Dáng hình thanh âm 映画 聲の形 Keyframes Collection 原画集                                           | tháng 3 năm 2017                         | ISBN 978-4-90-706462-4                        | Tuyển tập khung chính chính thức 公式原画集 (Official Genga collection) |